# Friedrich Engels

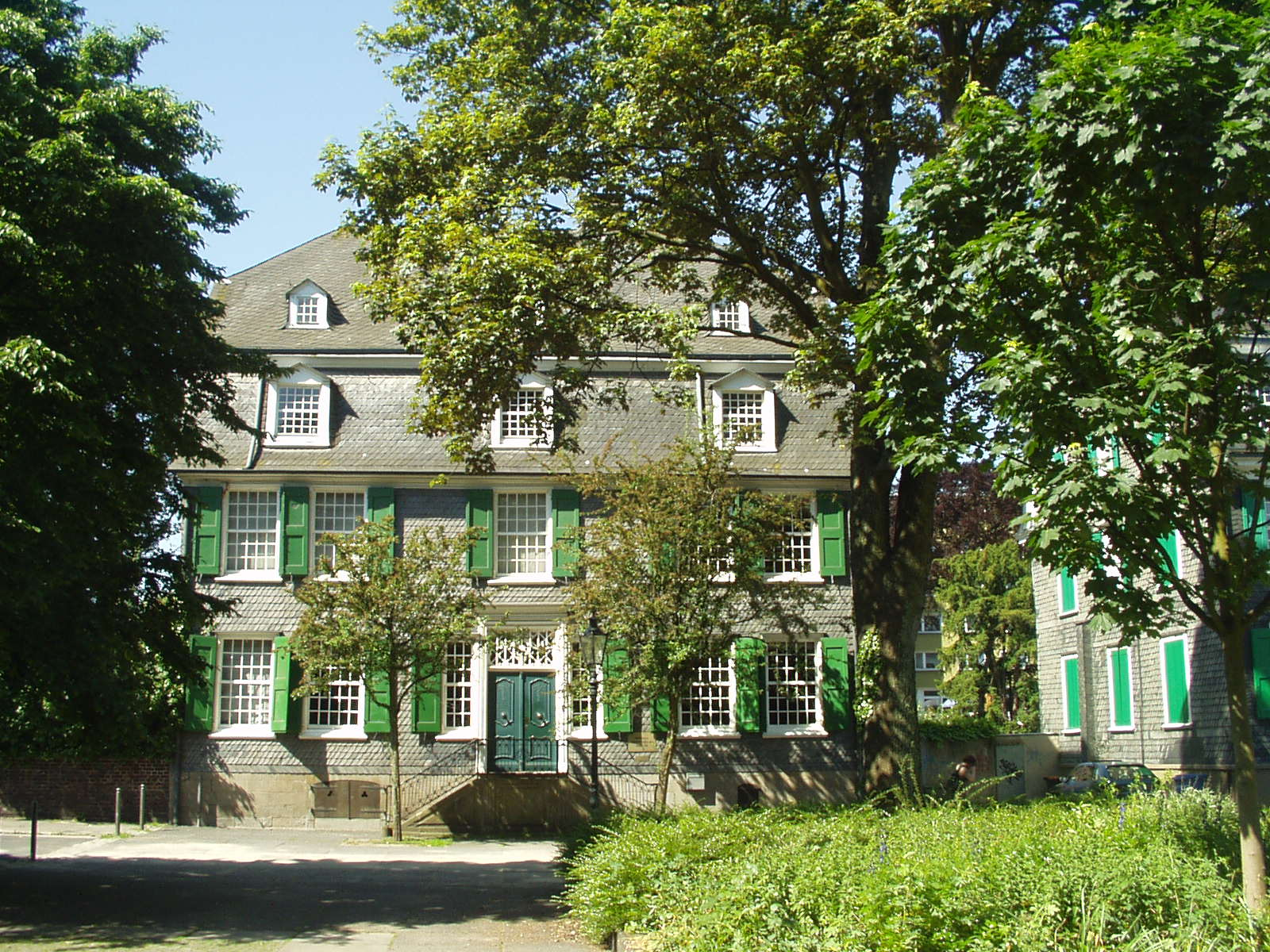
Szülőháza Wuppertalban

Friedrich Engels, elterjedt magyaros formában Engels Frigyes (Barmen, 1820. november 28. – London, 1895. augusztus 5.) német kereskedő, társadalomtudós, író, filozófus, gondolkodó, politikai teoretikus, a szociográfia műfajának megteremtője. Karl Marx mellett a Kommunista kiáltvány társszerzője és a marxizmus tudományos elméletének megalapozója.

## Élete

### Gyermekkor, ifjúság
Friedrich Engels 1820. november 28-án született a poroszországi Barmenben (ma Wuppertal, Németország), mely abban az időben dinamikusan fejlődő iparváros volt. Textilgyáros apja a kálvinista és puritán hagyományokat ötvöző, szigorú vallásosságot hirdető, pietista szellemben nevelte gyerekeit. Ebben a légkörben még Goethe is erkölcstelennek számított. Engels tizennégy éves koráig a helyi reáliskolában tanult, ahol viszonylag alapos fizikai, kémiai és francia tudást szerzett.

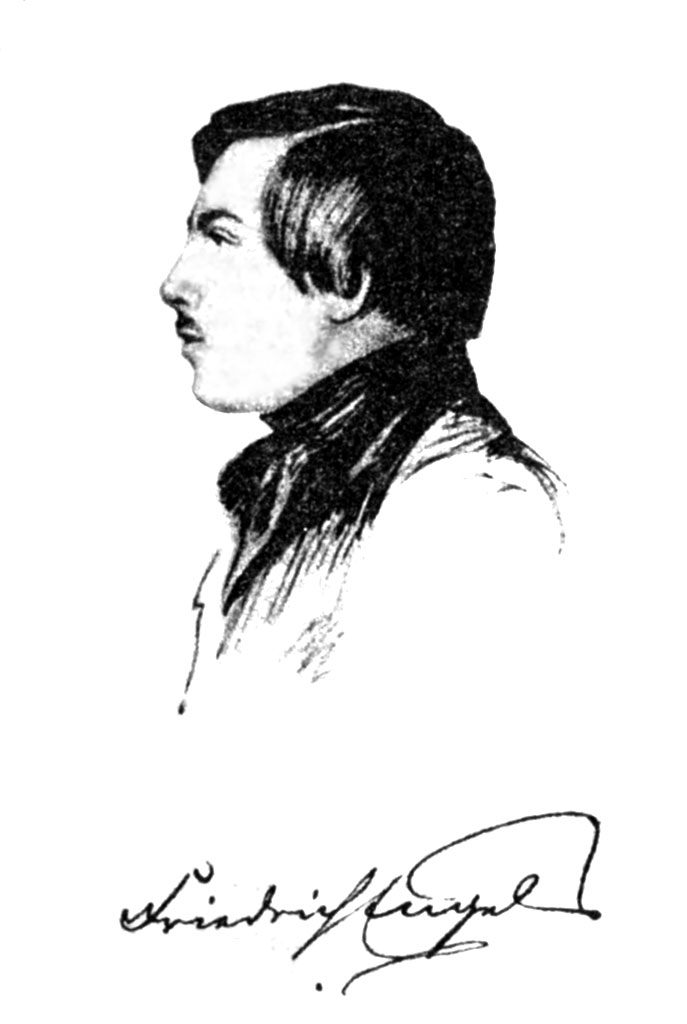
Friedrich Engels (1836)

1834-ben a szomszédos Elberfeld gimnáziumában folytatta tanulmányait, mely az egyik legjobb poroszországi középiskolának számított. Elberfeldben szabadabb szellem uralkodott, mint Barmenben, a gimnázium tanári karában is több szabadelvű tanár volt, s Engelsre nagy hatást tett a történelmet és irodalmat tanító Dr. Clausen. Szenvedélyesen tanulta a történelmet és az irodalmat, az ógörögöt és a latin nyelvet olyan jól elsajátította, hogy a klasszikus szövegeket szótár nélkül olvasta. 
Engels humoros és életvidám természete apját aggodalommal töltötte el fia jövőjét illetően. Hogy állandó felügyelet alatt legyen, a gimnázium igazgatójához adta albérletbe. „Egy öregasszony, aki valaha a házukban lakott, visszaemlékezett arra, hogy egy ízben látta Engelst, amint fényes nappal lámpával a kezében jelent meg és kijelentette, hogy embert keres, mint Diogenész.” A családi szigor elleni első lázadási kísérlete vallásos formát öltött, s 16 évesen a kereszténység valamiféle új értelmezésével emberibb vallásfelfogást keresett, amit ekkoriban írt egyik verse is kifejezett, melyben Krisztushoz könyörgött, hogy „fogadja el és mentse meg a lelkét”. 1837. márciusi konfirmációján tanúsított jámbor és áhítatos magatartása elismerésre késztette a jelenlevőket. Az ifjú Engels törekvése az igaz hit keresésére, a vallás újraértelmezésére szülei elutasító, rideg, dogmatikus vallásosságával találkozott. 
Engels a gimnázium elvégzése után jogot szeretett volna tanulni, de apja kívánságára 1837 októberében, egy évvel érettségije előtt megszakította tanulmányait. Végbizonyítványa szerint különös tehetsége volt a nyelvekhez (latin, görög, német, francia) és a hittan, történelem, földrajz, matematika, fizika tárgyakban is szép eredményeket mutatott fel. A gimnázium félbehagyása után egy évet a szülői házban töltött, a jövőbeli foglalkozására való felkészülés részeként. A számára nyomasztó légkörből versek, novellák írásába menekült, s tagja volt egy fiatal költőkből, költészetbarátokból álló körnek, melyben felolvasták és kritikai elemzéseknek vetették alá egymás alkotásait.

### Bréma

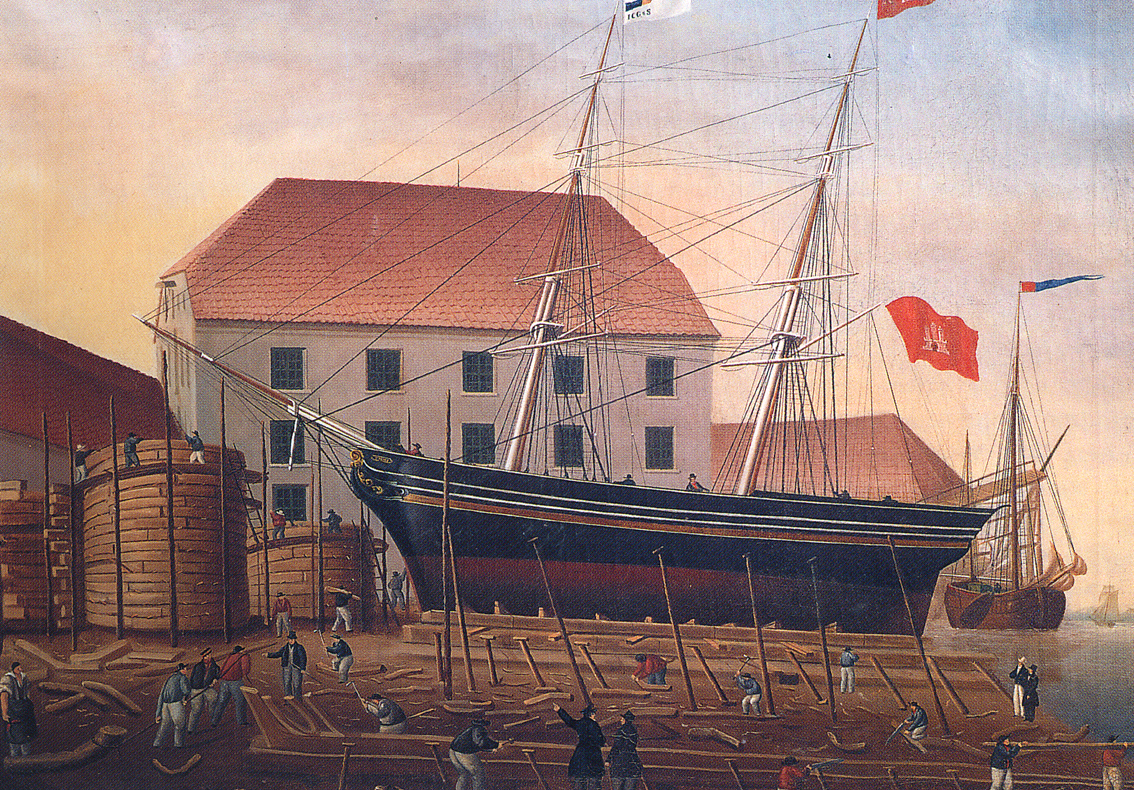
Bréma, kikötői életkép (1837)

1838. augusztus végén Brémába utazott, azzal a céllal, hogy kereskedelmi ismereteit bővítse. „Heinrich Leupold, szász konzulnál, apja barátjánál állt munkába, akinek nagy exportvállalata főleg a sziléziai vászon amerikai kivitelével foglalkozott. Ez a vallási és politikai tekintetben egyaránt igen konzervatív kereskedő úgy látszik garanciát jelentett az öreg Engels számára a tekintetben, hogy fia továbbra is olyan nevelésben részesül majd, mint az apai házban.”
Bréma mint a világkereskedelem egyik fontos kikötővárosa, valóságos metropolisz volt Barmenhez képest, s Engels szellemi fejlődésében nagyjából ugyanazt jelentette, mint Marx számára Berlin. Végre felszabadult a szigorú apai felügyelet és a korlátolt kispolgári légkör nyomása alól. Élvezni kezdte az élet világi örömeit, intenzíven sportolt, vívott, úszott, lovagolt. Polgárpukkasztásul bajuszt növesztett, esténként zenélt, dalokat szerzett, karikatúrákat rajzolt, sörözött, szivarozott. A féktelen életmódba viszont az is belefért, hogy szorgalmasan tanulta a nyelveket (angol, spanyol, portugál, olasz, holland), s külföldi lapokat olvasott. 
Foglalkoztatták gondolatvilágát a népkönyvek (Volksbücher), amelyek a 16–17. századi német történelmi mondairodalmat dolgozták fel, lelkesedett a Burschenschaft betiltott színeiért, a szabadság szimbólumának tartott fekete-vörös-arany trikolórért. A napi politikai kérdések is egyre jobban érdeklődésének homlokterébe kerültek. Engels szellemi fejlődése felgyorsult, nézetei politikailag a demokratikus liberalizmus felé fordultak, mely szerint „a népnek joga van az államigazgatásban való részvételhez, az alkotmányhoz, a minden vallási kényszer alóli felszabaduláshoz, a pénzarisztokrácia megszüntetéséhez, a zsidóknak pedig az egyenjogúsághoz.” Felfedezte, hogy a pietizmus a reakció vallási támasza, s vele szemben racionalista és liberális vallásfelfogást alakított ki magának, melyet „szupranaturalizmusnak” azaz a dogmáktól megtisztított istenhitnek nevezett.

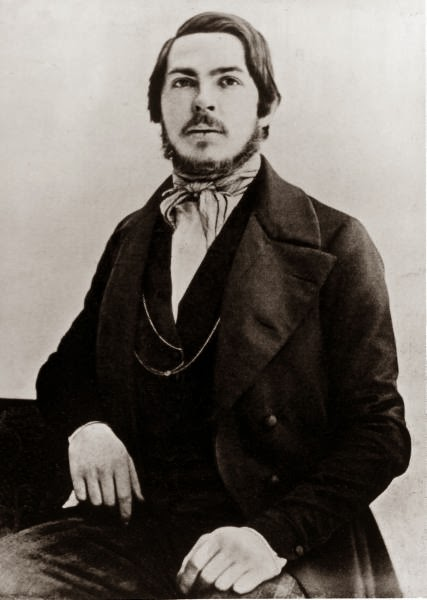
Friedrich Engels (1840)

Engels ebben az időszakban az abszolút monarchia ellen fellépő forradalmi demokrata ellenzék irodalmát olvasta, s rendszeresen csempészett be tiltott könyveket porosz területre, barátai számára. Nagyon megnyerte tetszését Jakob Venedey: „Poroszország és poroszság” (Preussen und Preussentum) című könyve, és nagy hatást tettek rá Ludwig Börne művei, aki akkoriban az ellenzéki mozgalom egyik vezető írójának számított Heinrich Heine mellett. 
1839 márciusában felvette a kapcsolatot az Ifjú Németország irodalmi mozgalom vezetőjével, Karl Gutzkowval, s szerkesztőségi munkatársa lett a „Telegraph für Deutschland” című lapnak, amelyben kezdetben név nélkül, majd novembertől F. Oswald álnéven jelentek meg írásai. Eddig csak szépirodalmi munkákat írt, első publicisztikai munkája a „Telegraph für Deutschland”-ban jelent meg, 1839 márciusában Wuppertali levelek címen. E szatirikus írás fő célpontja a wuppertali provincializmus, pietizmus, a helyi munkásság kilátástalan nyomora, kizsákmányoltsága, alkoholizmusa, a helyi társadalom beszűkültsége, obskurantizmusa. Bár még a kizsákmányolás ábrázolása inkább csak leíró jellegű, mégis megpróbál valamiféle összefüggést keresni a tények között: „Mert az már csak úgy van, hogy a gyárosok közül a pietisták bánnak a legrosszabbul munkásaikkal, hogy ők azok, akik minden lehetséges módon csökkentik bérüket, azzal az ürüggyel, hogy így gátat vetnek iszákosságuknak, lelkészválasztásnál pedig mindig ők az elsők, akik embereiket megvesztegetik.” A kipellengérező írás óriási felháborodást keltett Barmen és Elberfeld burzsoá köreiben, a helyi sajtó ellencikkel reagált.
Engels fokozatosan, belső harc következményeként távolodott el a vallási nézetektől. Ezen az úton fontos határkő volt David Friedrich Strauss: „Jézus élete” (Das Leben Jesu) című műve, különösen Friedrich Schleiermacherrel való vitája. Engels 1839 őszén olvasta a könyvet, s leveleinek tanúsága szerint Strauss „lelkes hívévé vált”. Strauss egyik legfőbb általános célja a filozófia és a vallás viszonyának tisztázása volt, s végső konklúziójában azt állította, hogy a filozófia és a vallás nem egyeztethető össze egymással. Ezt a következtetést konkrétan Hegel filozófiája elleni bírálatban fejtette ki, amely Engels figyelmét Hegel műveire és általában a bölcselet kérdéseire irányította.
1839 végén Engels Hegel könyveit olvasta. Különösen megragadta „Történelemfilozófiá”-jának az a gondolata, hogy az emberiség egyre magasabb és érettebb formák felé halad. 1840 februárjában „Retrográd kortünetek” című írásában a történelmi haladást spirálhoz hasonlította. A történelem haladása ott is érvényesül, – írta, – ahol „reakció-mandarinjaink” csak ismétlődést észlelnek. Történelmi determinizmusát költői metaforával fejezte ki: a „[…]régi eszmék szétmorzsolódnak egymáson és a haladó idő gyémántkemény lábán.” Ekkori írásaiban kiállt a forradalmi demokratikus módon megteremtett német egység mellett, de egyrészt elítélt mindenfajta „németeskedést”, sovén germanofilizmust, mely azt hiszi, hogy az egész világ a németekért teremtődött, a németek pedig a fejlődés tetőfokát képviselik, másrészt elítélte a kozmopolita liberalizmus életidegen terméketlenségét is. Engels gyors világnézeti-politikai fejlődése során eltávolodott egykori gimnáziumi barátaitól, egyiküket, Wilhelm Graebert levelében ironikusan „politikai álomszuszék”-nak titulálta.

### Berlin

#### Egy materialista filozófia körvonalai

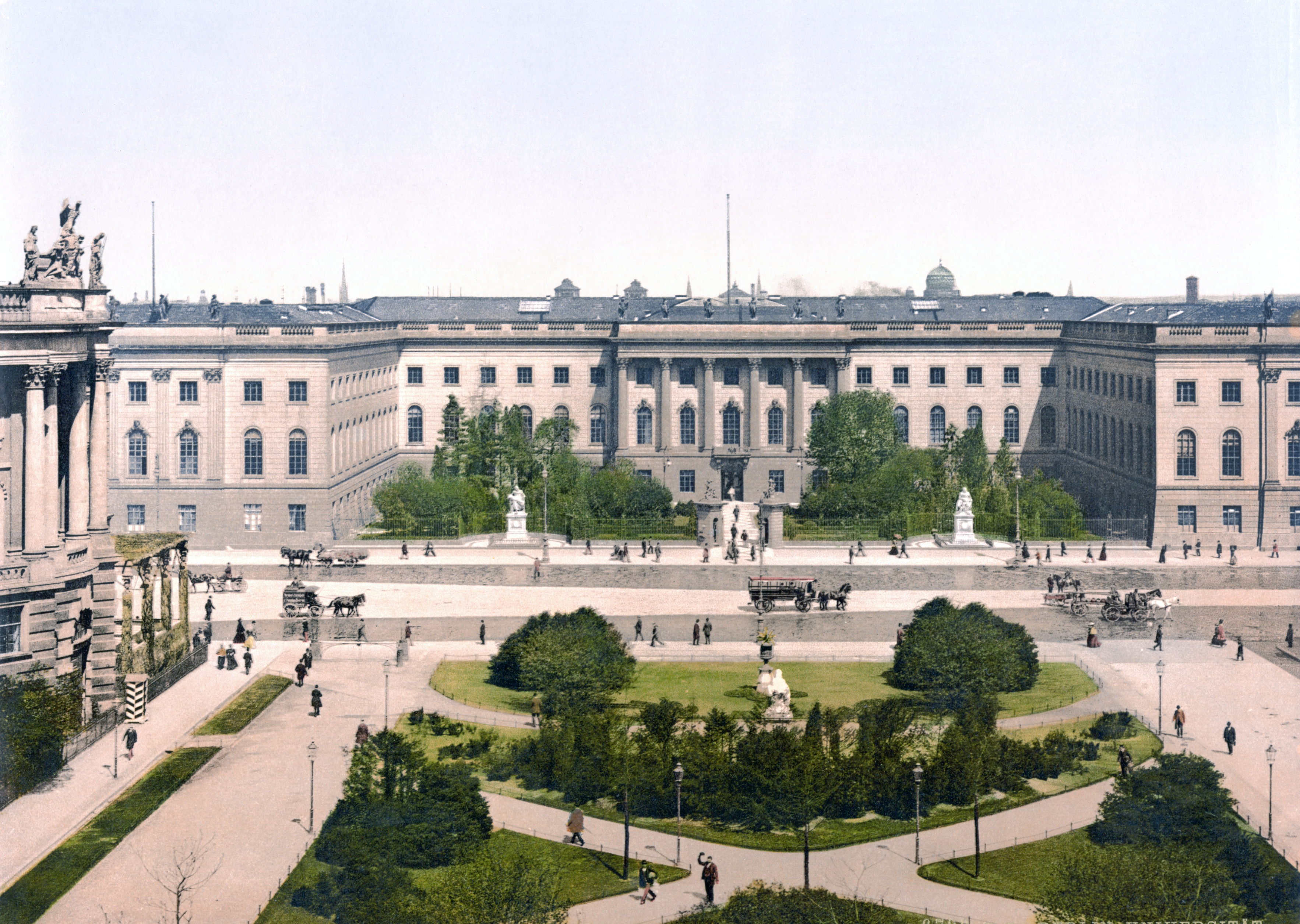
A Berlini Egyetem (1890 és 1905 között)

1841. március végén visszatért Barmenbe. Nem érezte jól magát ebben a családi és társadalmi közegben, rengeteget olvasott, elmélkedett és írt. Utazást tett Svájcban és Észak-Itáliában, ezzel próbálta elterelni figyelmét gyötrő szerelmi bánatáról. Elhatározta, hogy katonai szolgálatának letöltésére önkéntesnek jelentkezik. Megválthatta volna pénzzel, mint sok kortársa tette, de őt vonzotta Berlin.
1841 szeptemberében érkezett Berlinbe, s megkezdte szolgálatának letöltését a tüzérségnél, melynek laktanyái az egyetem közelében voltak. Vendéghallgatóként egyetemi kurzusokat látogatott. November közepétől a frissen kinevezett Friedrich Schelling előadásait hallgatta, részt vett Franz Ferdinand Benary professzor vallástörténeti szemináriumán, a hegeliánus Philipp Konrad Marheineke filozófiai-teológiai előadásain, Henning professzornak a porosz pénzügyi rendszerről szóló előadásain.
Csatlakozott az ifjúhegeliánusok „Doktorklub” nevű köréhez, – melynek legismertebb tagjai közé tartozott David Friedrich Strauss, Bruno Bauer, Edgar Bauer, Arnold Ruge, Karl Köppen, Ludwig Buhl, Max Stirner, – és belevetette magát a filozófiai harcokba.

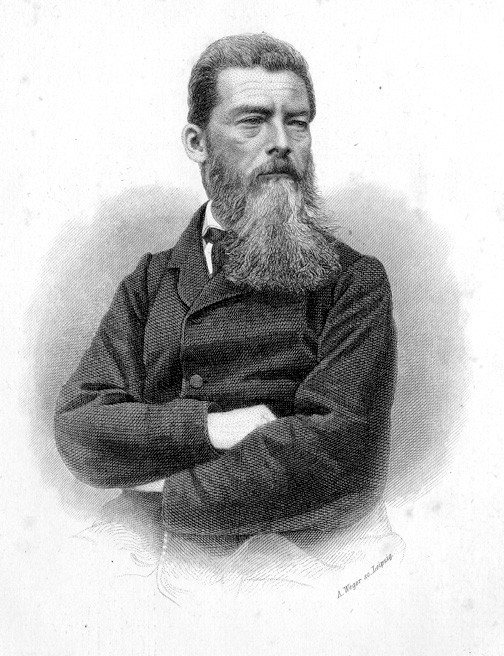
Ludwig Feuerbach

Schelling IV. Frigyes Vilmos porosz király személyes kérésére ment Berlinbe, aki azért hívta, hogy ellensúlyozza a hegeli filozófia egyre nagyobb térnyerését. Engels mint az ifjúhegeliánusok között a legradikálisabb, több cikket, tanulmányt szentelt a filozófiai reakciót képviselő Schelling ellen. Engels alábbi sorai bizonyítják, hogy mekkora fontosságot tulajdonított a Schelling elleni fellépésnek: „Ha most itt Berlinben megkérdeznek valakit, akinek csak némi sejtelme is van a szellemnek a világ feletti hatalmáról, hogy hol az a harctér, amelyen küzdelem folyik a németországi politikai és vallási közvéleményen, tehát magán Németországon való uralomért, akkor azt fogja válaszolni, hogy ez a harctér az egyetemen van, mégpedig a 6. tanteremben, ahol Schelling tartja előadásait a kinyilatkoztatás filozófiájáról.” Ebből érthető meg az, hogy Schelling és a kinyilatkoztatás című munkája mintegy „tüzérségi harcerővel” kisebbfajta könyv terjedelmét érte el. Védelmébe vette Hegelt, de úgy, hogy közben a saját forradalmi filozófiai nézeteinek kifejtésével sok tekintetben túl is ment rajta. Ebben nagy mértékben Ludwig Feuerbach nézeteire támaszkodott, akinek 1841-ben jelent meg A kereszténység lényege (Wesen des Christentums) című könyve, amely elemi erejű hatást gyakorolt Engelsre. „Az ész könyörtelen kritikájának hatására megdőlt minden alapelve a kereszténységnek, sőt annak is, amit eddig egyáltalában vallásnak neveztek; az abszolút eszme arra támaszt igényt, hogy egy új korszak alapítója legyen.” – írta művében, s nyílt ateizmusával, racionalizmushoz való ragaszkodásával, Hegelt védelmezve-meghaladva, döntő lépést tett a materialista filozófia felé. Engels ezen munkáit, – melyek részben álnéven, részben név nélkül jelentek meg, – a konzervatív, reakciós sajtó dühödten támadta, a haladó lapok, mint a „Rheinische Zeitung”, a „Hamburger Neue Zeitung” viszont üdvözölték, méltatták, Arnold Ruge lapja, a „Deutsche Jahrbücher” cikksorozatban foglalkozott vele. Ruge levelében a „filozófia doktorának” titulálta, s sajnálkozott, hogy Engels miért nem nála publikálta tanulmányát. A Schelling és a kinyilatkoztatás külföldön is figyelmet keltett, 1842 októberében a lengyel demokrata, Edward Dembowski által szerkesztett „Przegląd naukowy” méltatta, míg 1843 januárjában a pétervári „Otsecsesztvennije Zapiszki” részletesen ismertette. Dembowski 1844-ben, folyóiratának 15–17. számaiban csaknem teljes terjedelmében közölte, s Engelst a kor kimagasló filozófusának nevezte. Engels elhárította Ruge nagyra értékelő titulusát: „Doktor egyébként nem vagyok és nem is lehetek soha, csupán kereskedő vagyok és porosz királyi tüzér; kérem tehát, a jövőben ne tiszteljen meg a doktori címmel.”
1841 végén megalakult az ateisták, a „Szabadok” klubja, amelynek kemény magját a korábbi „Doktorklub” résztvevői alkották, de tagsága szélesebb kört ölelt fel. Bruno Bauer és Max Stirner befolyására a vallásellenes harcot a haladásért vívott minden küzdelem előfeltételének tekintették. Régebben a felvilágosult porosz államot szövetségesüknek tartották, csakhogy 1840 tavaszán III. Frigyes Vilmos porosz király és kultuszminisztere, Karl vom Stein zum Altenstein meghalt, s a liberális alkotmány és a parlamentáris rendszer nemcsak, hogy teljesítetlen ígéret maradt, hanem IV. Frigyes Vilmos reakciós, abszolutista fordulatot hajtott végre, támogatni kezdte az egyházakat, a pietizmust, a hegeliánusokat sorra eltávolította az egyetemi tanszékekről és üldözte a baloldali hegeliánusokat. A „Szabadok” így egyre erőteljesebb ellenzéki pozícióba szorultak. Engels magát e csoport legradikálisabbjának tartotta, s a közvetlen politikai harc mellett foglalt állást.

#### ARheinische Zeitungújságírója

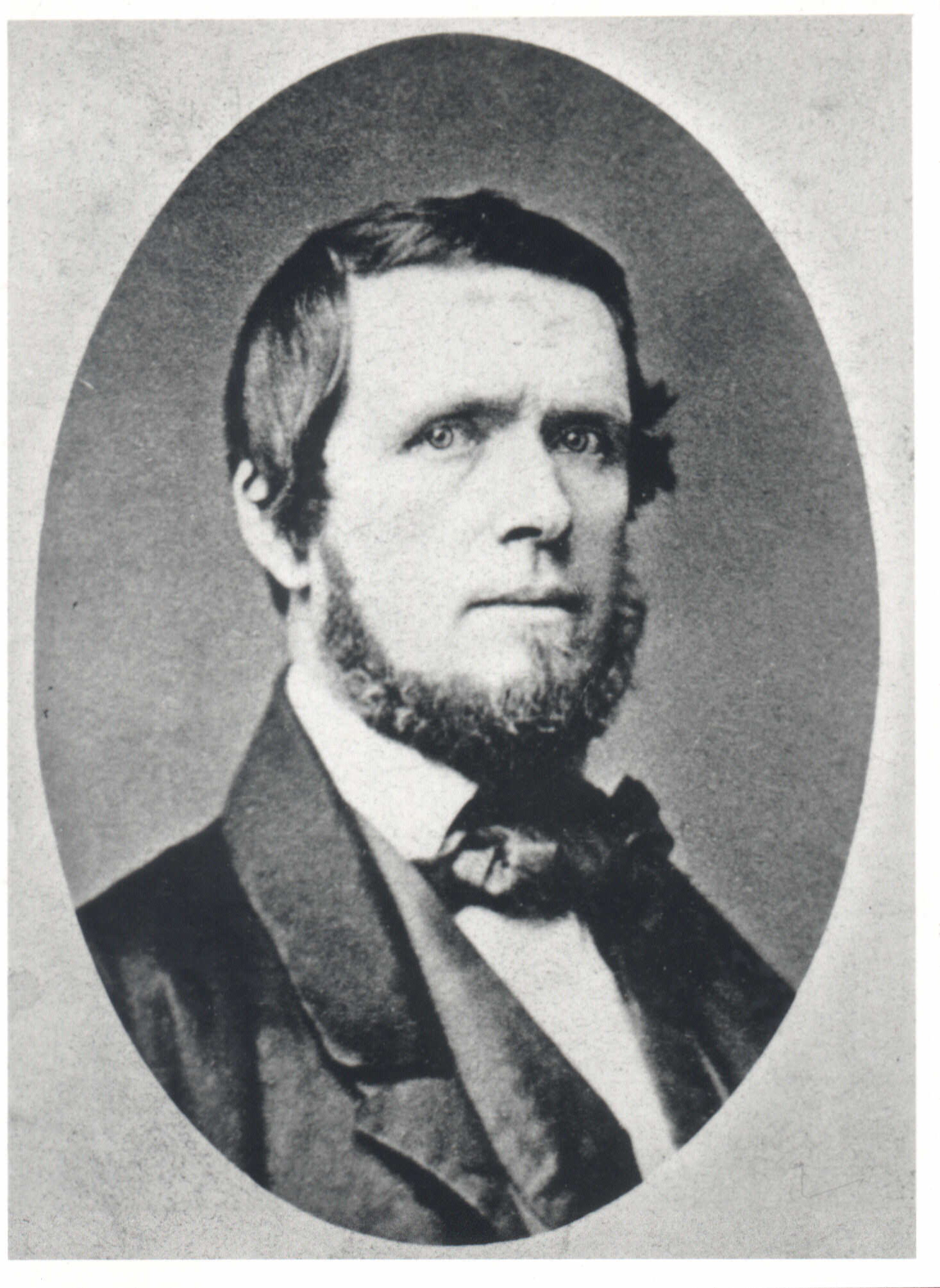
Wilhelm Weitling

Engels miután 1841 végén a Schelling Hegelről című írásával befejezte közreműködését a „Telegraph für Deutschland”-ban, 1842 áprilisától publikálni kezdett az év elején indult Rheinische Zeitungban. A rajnai liberális burzsoázia lapjának titkos irányítója a háttérből nem más, mint Karl Marx volt. A radikalizálódó, politikai cselekvés felé orientálódó Engelsnek az év folyamán tizenhat kisebb-nagyobb írása jelent meg a lapban.
1842. március végén Bruno Bauert elbocsátották a bonni egyetem magántanári állásából. Engels tiltakozásul, Edgar Bauer társszerzőségével megírta „A hit diadala” címmel, „heroikus-komikus paródia” formájába öntött művét, mely újabb bizonyítékkal szolgál nem mindennapi humorára és derűs életszemléletére. A poéma egyik kulcsmondatával burkoltan bírálja a „Szabadokat”, a tettek számonkérésével: „Tetteink csak szavak eddig és ezután is, / Az absztrakció után magától jő a praxis.” Ezek az ironikus verssorok néhány hónapon belül jelentőséget nyertek.
1842 nyarán megjelentetett egy terjedelmes recenziót „Alexander Jung, »Vorlesungen über die moderne Literatur der Deutschen«” címmel, melynek ürügyén kemény kritikával illette az Ifjú Németország irodalmárait, s nyíltan elhatárolta magát tőlük: „Az Ifjú Németország a múlté lett, színre lépett az ifjú hegeliánus iskola, Strauss, Feuerbach, Bauer, a »Jahrbücher« magára vonta az általános figyelmet, legjavában dúl az elvek harca, életre-halálra folyik a küzdelem, a kereszténység forog kockán, a politikai mozgalom mindent betölt, de a derék Jung még mindig abban a naiv hitben él, hogy »a nemzetnek« nincs más tennivalója, mint hogy feszülten várja Gutzkow újabb darabját, Mundt beígért regényét, Laube soron levő bizarrságát. Egész Németország visszhangzik a harci kiáltásoktól, Jung orra előtt vitatkoznak az új elveken, s Jung úr közben ott ül szobácskájában, rágja a tolla végét és a »modern« fogalmán töpreng.” Engels egyedül Börnét részesítette kivételes elismerésben, de nézete szerint Börnének, aki az Engels által oly fontosnak tartott radikális politikai cselekvést képviselte, alig volt valami hatása az Ifjú Németország mozgalomra.
1842 júliusában Rugéhoz írt levele arról tanúskodik, hogy fontos döntést hozott: „Arra az elhatározásra jutottam, hogy egy időre lemondok minden irodalmi tevékenységről és ehelyett minél többet tanulok. Ennek okai kézenfekvők. Fiatal vagyok és a filozófiában autodidakta. Eleget tanultam ahhoz, hogy meggyőződésemet kialakítsam és szükség esetén képviseljem. De nem eleget ahhoz, hogy sikerrel és kellőképpen munkálkodhassak érte. Velem szemben nagyobb követelményeket fognak támasztani azért is, mert »filozófiai vigéc« vagyok és nem vásároltam meg doktori diplomával a filozofálás jogát. Azt hiszem, mire ismét írok valamit, s akkor már a saját nevemen, eleget tudok majd tenni ezeknek a követelményeknek.”

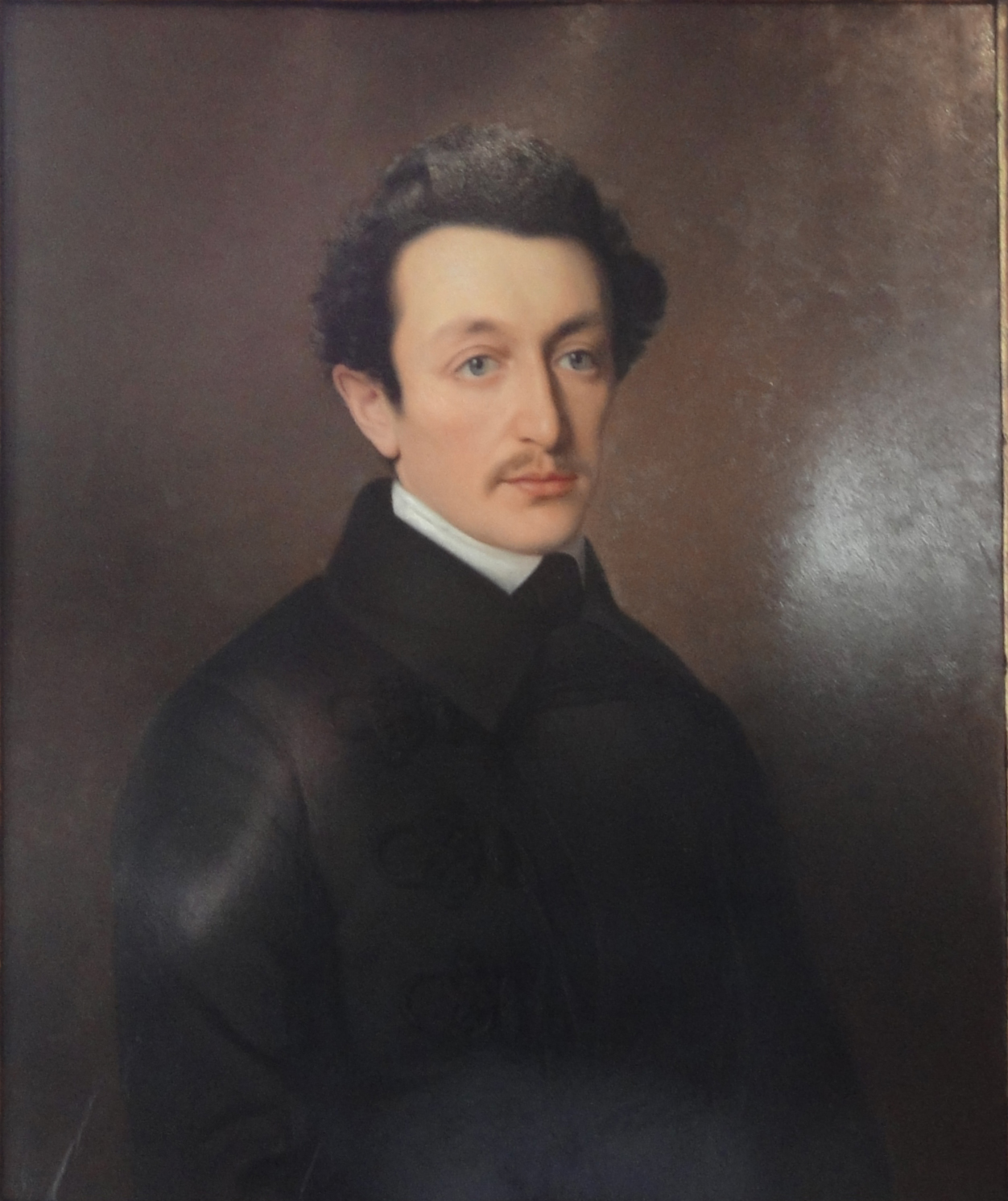
Moses Hess

1842 nyarán és őszén politikai, világnézeti fejlődése tovább folytatódott. Kommunistává válásában nagy valószínűséggel fontos láncszem volt Lorenz von Stein: „Sozialismus und Kommunismus des heutigen Frankreichs” című munkája, amely a korai antikommunizmus egyik alapművének tekinthető, de paradox módon az akkori ellenzéki körökben nagy ismertségre tett szert. „L. von Stein 1815-ben született. 1840-ben, egyetemi tanulmányainak befejezésekor, ösztöndíjat kapott a porosz kormánytól, hogy tanulmányozza Párizsban a szocialista és kommunista doktrínákat. Egyben Gustav von Rochow rendőrminisztertől is megbízást kapott, hogy szimatolja ki a párizsi német kézműves egyleteket és tájékoztassa a minisztériumot a kommunistákkal való kapcsolataikról. Stein beszámolt a porosz kormánynak a párizsi német munkások forradalmi tevékenységéről, egyúttal pedig felhívta a figyelmet a szocializmus és a kommunizmus veszélyeire. Ezeket az eszmeáramlatokat a francia forradalom logikus és szükségszerű következményének tüntette fel.” A könyv ellenségesen tekintett ezekre a szocialista és kommunista elméletekre, de az első volt, mely átfogóan, és világosan fejtette ki azok lényegét. A másik fontos forrás, amely Engels figyelmét felkelthette, Gutzkow 1842 nyarán írt „Párizsi levelek” című cikkei, melyekben részletesen beszámolt Wilhelm Weitling eszméiről, illetve a „Telegraph”-ban közölte Weitling „A kommunista elv kormányformája” (Die Regierungsform des kommunistischen Prinzips) című írását.
Engelsnek október 8-án letelt katonai szolgálata. Hazaindult Barmenbe, de tett egy kitérőt a „Rheinische Zeitung” kölni szerkesztőségébe, ahol Moses Hess igen barátságosan fogadta, s beszélgetésük meghatározó impulzust jelenthetett Engels számára, hogy végleg a kommunizmus lelkes hívévé váljon. Ezt Hess később büszkén hangoztatta is. Fontos adalék, hogy Hessnek abban az időszakban jelent meg két forradalmi könyve „Die europäische Triarchie” (1841) és „Sozialismus und Kommunismus” (1842) címekkel, amelyek a kommunizmus első német teoretikusává avatták, s kétségtelenül növelték érveinek a hatékonyságát.
Manchesteri útja előtt közel két hónapot töltött Barmenben. Ezalatt vetette papírra utolsó ifjúhegeliánus írását „IV. Frigyes Vilmos, Poroszország királya” (Friedrich Wilhelm IV., König von Preussen) címmel, amelyben a király által bevezetni szándékozott reakciós államrendszer belső ellentmondásait elemezte. A rendszer egyik megoldhatatlan ellentmondása, hogy fennen hangoztatott keresztény államként az egyházat alárendelte az államnak, holott egy teokratikus államban ez éppen fordítva van. Engels előrevetítette a bevezetni szándékozott „keresztény állam” belső konfliktusainak felerősödését, s bukását. A cikk végkövetkeztetése, egy a franciaországihoz hasonló forradalomra való célzás volt.

### Manchester

#### Az első találkozás Marxszal
1842. november végén elindult Manchesterbe, hogy kereskedelmi gyakorlatot szerezzen az Ermen and Engels cég pamutfonó gyárában, melyben apjának tulajdonrésze volt. Apja azért küldte Angliába, mert azt remélte, ha távol kerül Németországtól, felhagy forradalmi tevékenységével. Engels újra útba ejtette a Rheinische Zeitung szerkesztőségét Kölnben, s ezúttal személyesen is megismerkedett Marxszal, aki akkor már a lap főszerkesztője volt. Engels első találkozásukra egy 1895-ös levelében így emlékezett vissza: „Amikor november vége felé (1842-ben) Angliába utaztomban elmentem a »Rheinische Zeitung« szerkesztőségébe, ott találtam Marxot, s ez volt első – igen hűvös – találkozásunk. Marx időközben fellépett Bauerék ellen, azaz visszautasította azt az igényt, hogy a »Rheinische Zeitung« elsősorban a teológiai propaganda, az ateizmus stb. szócsöve legyen ahelyett, hogy a politikai vita és cselekvés eszközéül szolgáljon, s ugyanígy szembeszállt az Edgar Bauer-féle, a puszta kedvtelésből »a legszélesebb gesztusokon« alapuló frázis-kommunizmussal, amelyet egyébként Edgar nemsokára más, ugyancsak szélsőségesen csengő frázisokkal cserélt fel; minthogy én leveleztem Bauerékkel, a szövetségesüknek számítottam, Marxot viszont ők tették gyanússá a szememben.” Ezt az első találkozást tehát a kölcsönös bizalmatlanság és gyanakvás légköre uralta.

#### Új tapasztalatok

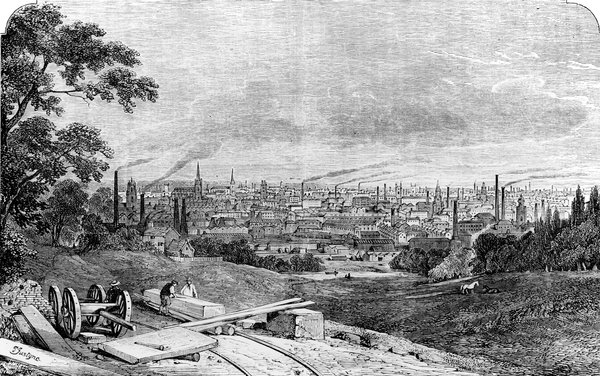
Manchester (1840)

Engels számára Manchester ugyanazt jelentette, mint Marx számára Párizs. Az új gazdasági, társadalmi, politikai környezet még jobban kitágították látókörét és felgyorsították világnézeti-politikai fejlődését. Szabad idejéban tanulmányozta a politikai rendszert, a gazdasági életet, a chartista munkásmozgalmat, a munkások életkörülményeit, melyeket a munkások társadalmi forradalmának perspektívájából elemzett. Az angliai ipar fejlettsége, termelésének mérete sokszorosan meghaladta az akkori Németországét, ennek következtében a munkásság létszáma is sokkal nagyobb volt. Az angol munkásmozgalom kezdeti spontán lázadásait, a luddizmust felváltották a szervezett, tömeges akciók, sztrájkmozgalmak. Engels érkezése előtt néhány hónappal zajlott le az évszázad egyik legnagyobb sztrájkja. 1842 decemberében „Levelek Angliából” címmel cikksorozatot írt a Rheinische Zeitung számára. Ezekben az egyik legnagyobb felfedezése, hogy a politikai pártok gazdasági érdekek kifejeződései, melyeket Németországban eltakart az ideológiai mez. A gazdasági és a politikai elemzés összekapcsolása Engels e korszakának legnagyobb újdonsága. A gazdasági érdekek elemzése következtében látásmódja tovább tolódott a materializmus felé, a forradalom ezáltal egy megismerhető ok-okozati eseménysorrá vált számára: „Ez a forradalom Angliában elmaradhatatlan; de mint mindenben, ami Angliában történik, az érdekek és nem az elvek, fogják e forradalmat megindítani és végrehajtani; csak az érdekekből fejlődhetnek ki az elvek, vagyis a forradalom nem politikai, hanem társadalmi forradalom lesz.” Ennek következtében egyre jobban eltávolodott az ifjúhegeliánus idealizmustól, de még nem tudta feladni teljesen. Már ezekben az írásaiban megállapította, hogy a proletariátus lesz a forradalom végrehajtója.
1842 decemberében jelent meg Weitling: „Az összhang és a szabadság biztosítékai” című könyve. „Ezt azonnal beszerezte, és annyira fellelkesült rajta, hogy Hess mellett most már Weitlinget tartotta a német kommunista mozgalom másik fő képviselőjének, és elhatározta, hogy nagy terjedelmű kivonatokat angolra fordít belőle.” Elolvasta a chartizmus teoretikusának, James Bronterre O’Briennak az írásait, könyveit is.

#### Új ismeretségek

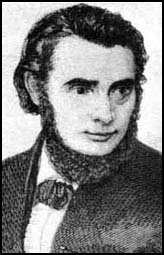
George Julian Harney

Ismeretséget kötött a cégénél dolgozó ír proletár lánnyal, Mary Burnsszel, aki megmutatta Engelsnek a proletár lakónegyedeket, melyekben anyagot gyűjtött „A munkásosztály helyzete Angliában” című könyvéhez. Barátságuk szerelemmé fejlődött, s később Mary Burns Engels élettársa lett.
1843 tavaszán megismerte a német kommunista munkások szervezetének, az Igazak Szövetségének vezetőit: Karl Schapper betűszedőt, Heinrich Bauer cipészt és Joseph Moll órást, akik felajánlották neki, hogy lépjen be szervezetükbe, melyet Engels udvariasan elhárított, mivel nem értett egyet összeesküvő módszereikkel és az egyenlősítő kommunizmussal.
Engels összebarátkozott a chartista mozgalom néhány vezetőjével, többek között James Leachcsel, akinek „Rideg tények a gyárakról. Írta egy manchesteri munkás” című brosúráját jól ismerte, s felhasználta könyvéhez. 1843 nyarán megismerkedett George Julian Harney-vel, a chartisták „Northern Star” című központi lapjának főszerkesztőjével és forradalmi balszárnyának egyik vezetőjével. Továbbá kapcsolatba került angol szocialistákkal is, többek között John Wattsszal, aki Robert Owen tanítványaként megismertette az owenizmus eszmekörével.

#### Manchesteri írásai
A Londoni levelek és A társadalmi reform előrehaladása a kontinensen című cikksorozatok első angliai tartózkodása (1842. november 29. – 1844. augusztus 26.) alatt született írásainak figyelemre méltó darabjai. Míg az előbbi a német olvasókat igyekszik tájékoztatni az angliai munkásmozgalomról és belpolitikai helyzetről, addig az utóbbi az angol szocialistákat próbálja ösztönözni azáltal, hogy informálja őket a kontinens kommunista irányzatairól.
Manchesteri írásai közül különösen kiemelkedik A nemzetgazdaságtan bírálatának vázlata című, mely nemcsak fontos határkövet jelentett Engels szellemi fejlődésében, hanem felkeltette Marx figyelmét is, sőt jelentős befolyást gyakorolt rá. Ez a mű tekinthető Marx és Engels munkássága legelső gazdaságelméleti művének, melynek döntő szerepe volt abban, hogy Marx elkezdte szisztematikus gazdaságtani kutatásait.
Engels rendkívül kritikusan tekintett az angol uralkodó osztályokra, s Thomas Carlyle: „Egykor és most” („Past and Present”) című társadalomkritikai esszéjéről írott könyvismertetésében sem mulasztotta el dekadenciájuk ostorozását: „Az arisztokrácia – és ez magában foglalja a középosztályokat is – kimerült; amit gondolattartalom dolgában nyújtani tudott, azt már legvégső következtetéseiig feldolgozta és átvitte a gyakorlatba, és birodalma óriásléptekkel rohan a pusztulás felé.” Szerinte egyedül a munkásokban van erő, dinamizmus és „gyúrható anyag”, hogy nagy tetteket hajtsanak végre, s habár nincs műveltségük, de korlátozó előítéleteik sincsenek. Engels ítélete igen sommás az angol irodalom meddőségét illetően: „…a fenti írás az egyetlen, melyet érdemes elolvasni” – állítja cikkében. Mindazonáltal Carlyle panteizmusa, hőskultusza, a német filozófiát illető hiányos ismeretei, az angol szocializmus figyelmen kívül hagyása sem mentesült bírálata alól, a könyvben érintett bajok megoldásaként pedig a magántulajdon felszámolását javasolja.

### Tíz párizsi nap

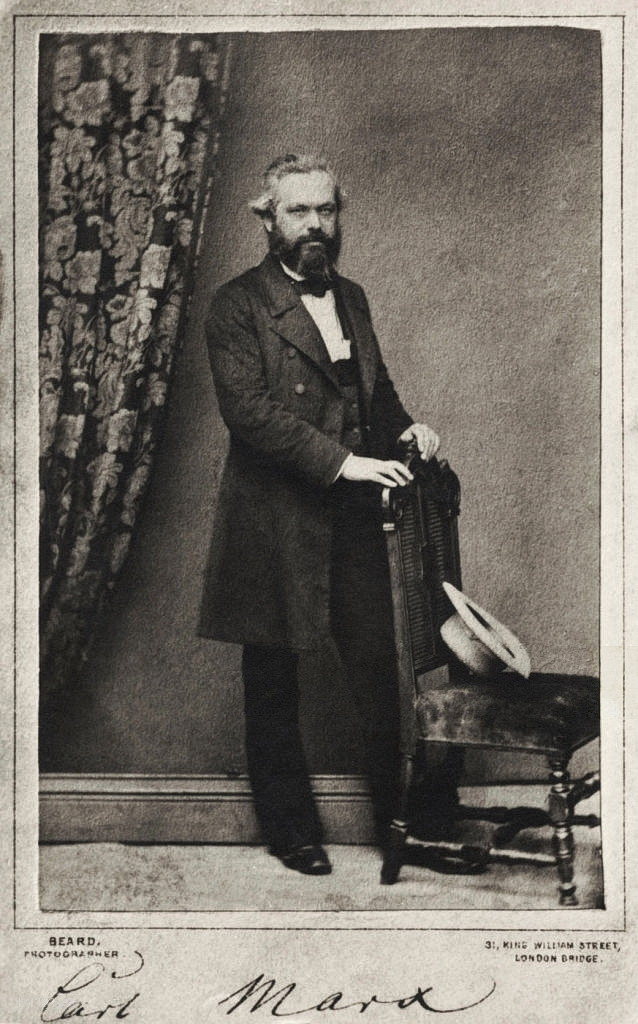
Karl Marx

1844. augusztus végén Engels elhagyta Manchestert, de hazafelé útba ejtette Párizst, hogy találkozzon Marxszal. Tíz napot vendégeskedett nála, mialatt szinte minden időt együtt töltöttek, s hosszú beszélgetésekben cserélték ki gondolataikat. „Mikor Marxot 1844 nyarán Párizsban meglátogattam, kiderült, hogy az elmélet minden területén tökéletesen egyetértünk, s ekkortól kezdődik közös munkánk.” – írta ezekről a napokról 1885-ben. Nyoma sem volt már az 1842-es kölcsönös bizalmatlanságnak, sőt egy nem mindennapi barátság vette kezdetét. Ehhez hozzájárult mindkettejük eszmei fejlődése, mely hasonló utat járt be. Engelsnek a Marx által szerkesztett Jahrbücherbe küldött cikkei, és az ezek révén köztük megindult levelezés megalapozta világnézeti közeledésüket.
Marx megismertette a Vorwärts! szerkesztőivel és munkatársaival, illetőleg a kommunista lap körül tömörült barátai és eszmetársai körével, melybe akkoriban beletartozott Karl Ludwig Bernays, August Hermann Ewerbeck, Mihail Bakunyin, Nyikolaj Ivanovics Szazonov és Feuerbach műveinek francia fordítója, Guerrier hajóorvos.
Az ifjúhegeliánusok nézetei az elmúlt évek során egyre inkább jobbra tolódtak. Filozófiailag a vulgáris szubjektív idealizmus álláspontjára tértek át, a történelmet kiválasztott személyiségek művének fogták fel, a tömegeket pedig csak a történelem tehetetlen anyagának, ballasztjának tekintették. Bruno Bauer kiadásában jelent meg vezető folyóiratuk, az „Allgemeine Literaturzeitung”, melynek nyolcadik számában publikálta „1842” című cikkét. Ebben Bauer kritizálta „1842 radikalizmusát” és az egykori „Rheinische Zeitung”-ot. Ennek a cikknek is szerepe volt abban, hogy Marx indítványozta Engelsnek, hogy írjanak egy közös pamfletet Bauerék ellen. Engels beleegyezett, s még párizsi tartózkodása alatt megszületett az általa vállalt rész a könyvből, melynek Marx által adott gúnyos címe A szent család vagy a kritikai kritika kritikája lett. Később meglepetéssel vette tudomásul, hogy a tervezett írás Marx jóvoltából könyvnyi méretűre duzzadt.

### Barmen
1844. szeptember elején Engels hazautazott Barmenba, de előzőleg megállapodott Marxszal, hogy mielőbb visszatér Párizsba. Németországban aktív szervező és propagandatevékenységet folytatott a szocialista mozgalom ottani hívei körében. Terjesztette a Vorwärts! című újságot, megszervezte Hess-szel együtt a „Gesellschaftsspiegel” című folyóirat kiadását, „Legkiválóbb külföldi szocialista írók könyvtára” címmel könyvsorozat kiadását tervezte. Emellett cikkeket írt, s elkezdte A munkásosztály helyzete Angliában című könyvének végső formába öntését, mellyel 1845 márciusára készült el. Az Elbertfeldben 1845. február 8-án, 15-én és 22-én a kommunizmusról tartott vitaestek egyik szervezője, s szónoka volt Hess és Gustav Adolph Köttgen mellett. Az elsőn 40-en, a másodikon 130-an, míg a harmadikon kb. 200-an vettek részt. Engels az első két gyűlésen tartott előadást, melyek kidolgozott szövege megjelent nyomtatásban is a „Rheinische Jahrbücher zur gesellschaftlichen Reform” című folyóirat 1845. évi első kötetében. Engels forradalmi tevékenysége folyamatos feszültséget, megújuló konfliktusokat okozott apjával való kapcsolatában. Az érzelmi, morális és pénzügyi nyomásgyakorlás legkülönfélébb formáit volt kénytelen elviselnie családja részéről otthoni tartózkodása során, melyről részletesen beszámolt Marxnak küldött leveleiben. Marxot a porosz diplomácia követelésére a francia kormány kiutasította, így 1845. február 3-án Brüsszelbe költözött. Engels gyűjtést szervezett részére, illetve könyve honoráriumának első részletét is elküldte neki.
Engels kommunista szervezőtevékenysége miatt ekkorra a porosz rendőrség látókörébe került, s rendőri megfigyelés alá helyezték. A barmeni ügyész többször érdeklődött felőle, Duncker rendőrfőnök pedig a porosz belügyminiszternek továbbított jelentést állított össze a kommunisták tevékenységéről, melyben Engelst a Rajna-tartomány egyik aktív szocialista vezetőjeként említette. Várható volt, hogy előbb-utóbb rendőri zaklatásnak, netán letartóztatásnak lesz kitéve, ezért családja nem gördített akadályt Engels külföldre való utazása elé.

### Brüsszel
Engels 1845. április elején elutazott Brüsszelbe, ahol kezdetben a „Bois Sauvage” szállodában lakott, majd májusban Marx közvetlen szomszédságába költözött. Ezek után mindennapi vendég volt Marx otthonában, s hamarosan meghitt barátság alakult ki köztük. Marx ekkoriban írta „Feuerbach-téziseit”, mely betekintést enged már nagy vonalakban kialakult materialista történelemfelfogásába. A két jó barát alapos beszélgetésekben vitatta meg a forradalmi elméletet és gyakorlatot. Elhatározták, hogy az új világnézetet részleteiben is kidolgozzák, ekkor született meg egy új, immár valóban közösen megírt könyv „A német ideológia” terve. „Fő céljuk az maradt, hogy közös szemléletüket tudományosan szilárdabban megalapozzák és tovább fejlesszék, s kíméletlenül bírálva az idealizmust, a dogmatizmust és az utópizmust, megnyerjék eszméiknek a proletariátust és élére álljanak ennek az osztálynak harcában.”

#### Közös angliai utazás

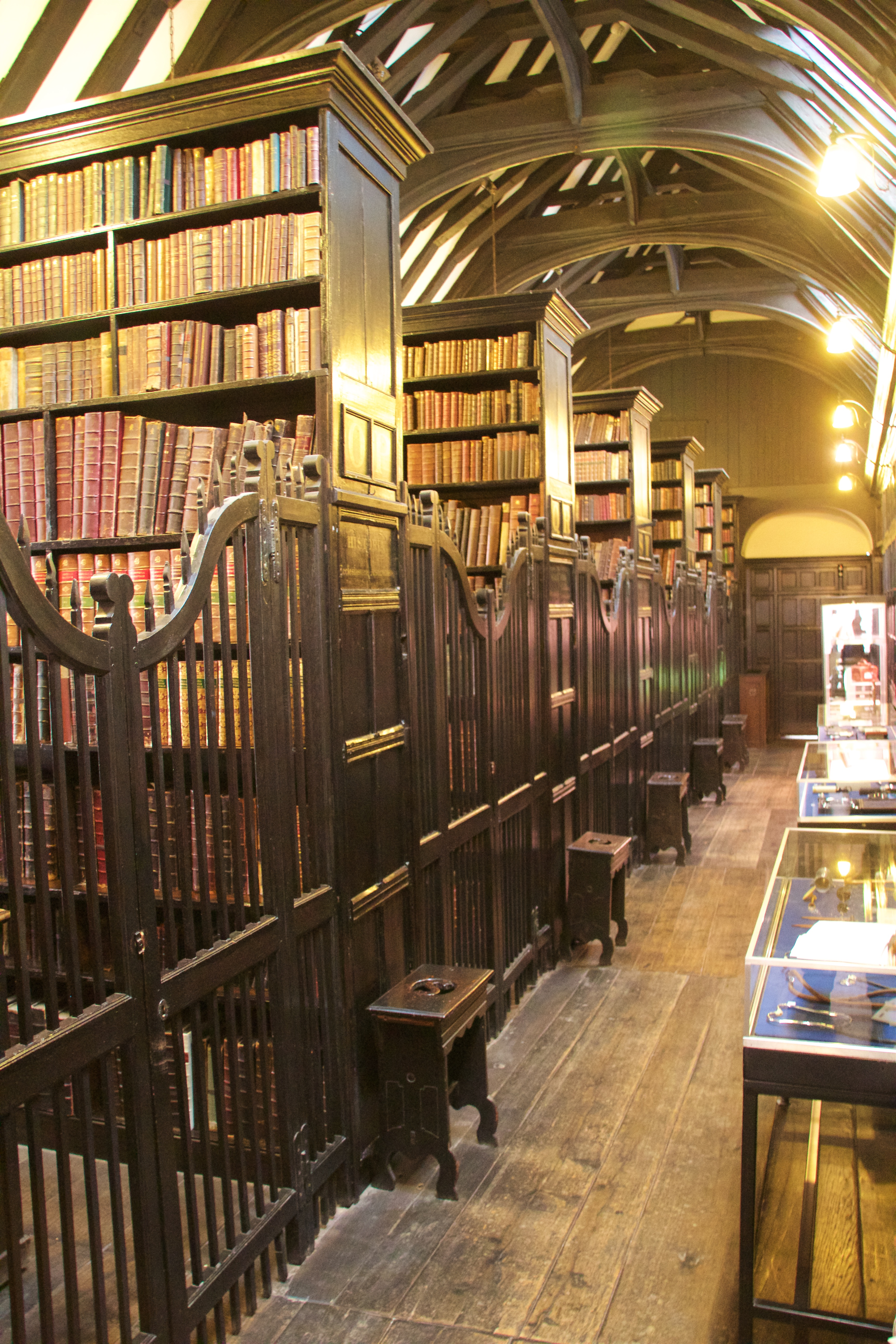
Az 1653-ban alapított Chetham’s Library az Egyesült Királyság legrégibb közkönyvtára

Marx szerződést kötött egy könyvkiadóval, hogy „A politika és a politikai gazdaságtan bírálata” címmel ír egy kétkötetes könyvet, melynek munkálataihoz a legújabb angol közgazdasági irodalmat kellett tanulmányoznia, amihez elengedhetetlen volt egy angliai kutatóút. Engels tervbe vett Anglia társadalomtörténetét feldolgozó könyvéhez kívánt anyagot gyűjteni, mindazonáltal pedig Mary Burnst is szándékában állt meglátogatni. Így Engels és Marx 1845. július 12-én elutazott Angliába. Manchesterben töltötték augusztus 21-ig tartó angliai tartózkodásuk legnagyobb részét, s Európa egyik legrégibb nyilvános könyvtárában, a Chetham’s Library-ben folytattak kutatásokat. Mary Burns és Engels együttélése ekkoriban kezdődött, s Brüsszelbe már együtt utaztak vissza. Hazafelé menet, megálltak Londonban, s Engels megismertette Marxot a radikális chartista Harneyvel, s az Igazak Szövetsége vezetőivel. Továbbá részt vettek egy nemzetközi demokrata gyűlésen, „Az angyalhoz” címzett kocsmában a Webber Street-en, melyen Engels támogatott egy nemzetközi forradalmi szervezet létrehozására irányuló javaslatot. Ez a szervezet Londonból történt elutazásuk után, szeptember 22-én alakult meg Testvéri Demokraták (Fraternal Democrat) néven. A nemzetek ünnepe Londonban című cikke ebből az alkalomból született, melyben először fogalmazódott meg a proletár internacionalizmus elve. Megismerkedtek Weitlinggel is, találkozásuk barátságos légkörben zajlott le.
Harneynak tett ígéretének megfelelően rendszeresen küldött írásokat a „Northern Star” részére. A minapi lipcsei mészárlás – A német munkásmozgalom című rövid tudósításában is megjelenik új álláspontja a kommunista forradalommal kapcsolatban. A „The New Moral Wold”-be írt cikkeiben még úgy gondolta, hogy a kommunista forradalom elindítója a polgári értelmiség lesz. Itt viszont már a könyvében is megfogalmazott gondolatot viszi tovább, miszerint a polgári demokraták és kispolgári gyökerű kommunisták nem fognak jelentős szerepet játszani, a forradalom kizárólag a proletariátus műve lesz, amire tagjait osztályhelyzetük, puszta életükért való harc determinálja őket. Belátják, hogy a polgári szabadságjogokért, alkotmányért folyó küzdelem nem fog számukra gyökeres változást hozni, így az nem lesz mozgósító erejű körükben. A Németország állapota című cikksorozatában a német történelem előző 50 évét elemezte, s fontos aktuálpolitikai következtetésekre jutott a német burzsoá liberalizmus osztálykorlátait, s a munkásosztály politikai stratégiáját illetően.

#### A német ideológia
Engels és Marx más irodalmi terveiket félretéve 1845 szeptemberében hozzákezdtek A német ideológia című művük megírásához. A könyv korai változatának hangsúlya még Max Stirner és Bruno Bauer kimerítő kritikáján volt, később a proudhonizmus németországi irányzatát, az „igazi szocializmust” képviselő Karl Grün került figyelmük fókuszába, majd legvégül Ludwig Feuerbach, mely fejezet már csak egyes részleteiben készült el, s maga a könyv 1846 nyarán befejezetlenül maradt. A szóba jöhető kiadók az igazi szocialisták befolyása alatt álltak, akik az őket ért éles kritikák miatt meghiúsították a munka publikálását, s regényes története után a kézirat „teljes terjedelmében” csak 1932-ben jelent meg.
Engels és Marx megsemmisítő kritikát gyakoroltak művükben Stirner individualista anarchizmusa, Karl Grün kispolgári, osztályharcot tagadó, „igazi szocializmusa” és Bruno Bauer lapos epigonizmusa fölött. A Feuerbach című fejezet a könyv legkiérleltebb része, mely elutasítja Feuerbach idealista történelemszemléletét, amivel szemben pozitívan kifejti a történelem materialista felfogásának első, teljesnek tekintett változatát. Ebben Marx és Engels egy olyan új, tudományos világnézet filozófiai alapjait rakta le, mely minden korábbinál valóságra vonatkoztatottabb. A német ideológia materializmusa részletes kibontása Marx Feuerbach-téziseinek, különösen a végletes tömörségű 11. tézisnek, mely kulcsot jelent a marxizmus lényegének megértéséhez:

„A filozófusok a világot csak különbözőképpen értelmezték; de a feladat az, hogy megváltoztassuk.”

– Karl Marx,  

### Párizs

#### „Straubingeresdi” és szórakozás
1846 nyarán a brüsszeli Kommunista Levelező Bizottság Engelst propaganda- és szervezési feladatokkal Párizsba küldte. 1846. augusztus 15-én érkezett a francia fővárosba és 1848. január végéig tartózkodott ott, ekkor a hatóságok kiutasították az országból. Az Igazak Szövetsége párizsi csoportjaiban az „igazi szocialista” Karl Grün eszmei befolyása meglehetősen erős volt, így Engels elhatározta, hogy intenzív felvilágosító és agitációs tevékenységet végez a szövetség tagjainak körében. Legelőször August Hermann Ewerbeckkel, a párizsi csoportok vezetőjével találkozott, akinek elmagyarázta milyen negatív hatásokkal jár Grün munkások körében kifejtett tevékenysége. A találkozó eredményességéről túláradó optimizmussal számolt be első leveleiben. Meglátogatta Cabet-t, de rá kellett jönnie, hogy Cabet nem alkalmas a levelező bizottsági tagságra: „Az öreg fiú igen szívélyes volt, végighallgattam minden ügyét-baját, […] De a levelezéssel nem szabad nyúznunk. Először is van elég tennivalója, másodszor pedig igen gyanakvó. Csapdát látna benne, azt hinné, vissza akarunk élni a nevével.” – írta Marxnak. Az Igazak szövetségének négy párizsi csoportja volt ezekben az években, szabók, tímárok, bútorasztalosok és kovácsok. A negyvenes évek közepéig a Weitling nézeteit valló szabók játszottak vezető szerepet, Engels Párizsba érkezésekor viszont a Grün hatása alatt álló asztalosok és tímárok kerültek előtérbe. Engels ezen csoportok képviselőinek összejövetelein tartott előadásokat Németország történelméről, alkalmazva az újonnan kifejlesztett történelmi materialista nézőpontot. Ezeken a találkozókon megismerkedett egy Junge nevű munkással, akinek segítségével összegyűjtötte a leghaladóbb gondolkodásúakat, hogy megalakítsák a párizsi levelező bizottságot. Engels időközben szembesült azzal, hogy feladata nem olyan könnyű, mint az első benyomások alapján tűnt. A munkáscsoportokat nem nagyüzemi munkások, hanem kézművesek alkották, akik körében a régi kézműves, kispolgári előítéletek, a Grün tevékenysége nyomán kialakult proudhonista illúziók makacsul tartották magukat. Engels és Marx levelezésükben ezeket a maradi kézműveseket egy vers nyomán, csak straubingereknek hívta. Proudhon ellenezte a munkások politikai harcát, a szakszervezeteket, a sztrájkokat, a termelő eszközök társadalmi tulajdonba vételét. Engels szenvedélyes vitákat folytatott Proudhon híveivel, melyek során sikerült maga mellé állítania a tagság többségét. Emellett kiadót keresett A német ideológia számára, de nem járt sikerrel, továbbá elolvasta Feuerbach frissen megjelent, A vallás lényege című könyvét, mely csalódást jelentett számára. Azt írta róla Marxnak, hogy semmi újdonságot nem tartalmaz régebbi munkáihoz képest, s így A német ideológia Feuerbach-bírálatához sem szolgál semmilyen adalékkal. Elolvasta Proudhonnak A Nyomorúság filozófiája című, új könyvét is, s részletes kivonatokat készített belőle.
1846. szeptember végén és október elején a kenyér árának emelése miatt zavargások törtek ki Párizs St. Antoine nevű külvárosában, a munkások megrohanták a péküzleteket, barikádokat emeltek, összecsaptak a kivezényelt katonasággal. Ezzel kapcsolatosan sok német munkást kihallgattak, letartóztattak, s sokak kitoloncolására is sor került.
Engels tevékenységére is felfigyelt a párizsi rendőrség. Decemberben vitapartnerei tisztességtelen lépéseiről ezt írta Marxnak: „Hát ilyen fiúk ezek. A külső összejöveteleken a nemes Eisermann, mint már nyilván megírtam nektek, komplett jelentést adott rólam a besúgóknak”. Olyan információ birtokába jutott, hogy a rendőrfőnök kiutasító parancsot szándékozik kiadni ellene, ezért felfüggesztette agitációs tevékenységét. Ugyanebben a levelében a következőképp folytatja: „Természetesen nem volt kedvem ahhoz, hogy a straubingerek miatt kizsuppoltassam magam. Már el voltam készülve efféle históriákra, amikor észrevettem, mekkora nemtörődömséggel kürtöltek világgá mindent a straubingerek és hogy vitatták úton-útfélen, kinek van igaza, Grünnek-e vagy nekem. Torkig voltam ezzel a szemét dologgal, a fiúk úgyis javíthatatlanok voltak, soha nem vallottak színt a vitában […] Tudtukra adtam tehát, hogy nem áll módomban többé náluk iskolamesterkedni […]” A továbbiakban némi öniróniával bevallja, hogy belevetette magát a szórakozásba, bálokba járt, prostituáltakkal flörtölt: „A nemes rendőrségnek viszont hálás vagyok azért, hogy kiszakított engem a straubingeresdiből és az emlékezetembe idézte az élet örömeit. Ha azok a gyanús egyének, akik 14 nap óta követnek engem, valóban besúgók, amit néhányukról biztosan tudok, úgy a prefektúra az utóbbi időben sok báli belépőjegyet adott ki Montesquieu, Valentino, Prado stb. helyekre. Delessert úrnak egész csinos grizett-ismeretségeket és sok szórakozást köszönhetek, mert ki akartam használni – úgy lehet utolsó – párizsi napjaimat és éjszakáimat. Végül is, minthogy egyébként mostanáig békében hagytak, úgy látszik minden elült.”

#### Publicisztikája 1846 végétől 1847 tavaszáig
Engels a nyilvános agitáció kényszerszünetében intenzív irodalmi tevékenységet folytatott. Marxszal elhatározták, hogy egy cikksorozatban kritikai össztüzet zúdítanak az „igazi szocialistákra”, akiknek különböző iskolái alakultak Németországban. Ezen iskolák képviselőinek legújabb munkáit elemezte „Német szocializmus versben és prózában” és „Az igazi szocialisták” című terjedelmes cikkeiben. Mindkét írás szatíra, s szerzője arra törekszik, hogy gúny és nevetség tárgyává tegye az irányzat képviselőit. Míg az előbbi megjelent 1847 szeptemberében és decemberében – két részben – a Deutsche Brüsseler Zeitungban, addig az utóbbi, amelyet Engels A német ideológia II. kötete zárófejezetének tekintett, kéziratban maradt, s 1932-ben látott napvilágot először. 1847 tavaszán az előbbiekkel ellentétben egy elméleti igényű politológiai elemzést írt „A status quo Németországban” címmel. Ebben a német szocialista irodalom kritikája beágyazódik a német társadalmi és politikai fejlődés egy szélesebb horizontú, történelmi materialista vizsgálatába. Állítása szerint a németországi politikai berendezkedés lényege a nemesség és a kispolgárság közötti kompromisszum, melyben a nemesség megtartja magának a döntő részt, a kispolgárság gyengesége folytán megelégszik a hatalom töredék részével, az államigazgatást pedig a bürokrácia osztálya gyakorolja. A kispolgárság sosem tudta megdönteni a nemességet, még csak egyenrangúvá sem tudta magát tenni vele, csupán meggyengíteni volt képes, a nemesség megdöntését csak az átfogóbb érdekekkel, nagyobb vagyonnal bíró burzsoázia tudja végrehajtani. Az írás meggyőző, részletes osztályelemzéssel bizonyítja, hogy egyedül a burzsoázia predesztinált a hatalom megszerzésére Németországban 1847-ben.

#### AKommunisták Szövetsége
A brüsszeli Kommunista Levelező Bizottság jó kapcsolatot ápolt a londoni Igazak Szövetsége vezetőivel, s Marx és Engels nézetei nagy hatást gyakoroltak körükben. Engels a következőképpen írja le történteket, melyek a Kommunisták Szövetsége megalakításához vezettek:

„[...]1847 tavaszánMollmegjelent Brüsszelben Marxnál és rögtön utána Párizsban nálam, hogy elvtársai nevében ismételten felszólítsanak bennünket a Szövetségbe való belépésre. Felfogásmódunk általános helyességéről, mondotta, éppúgy meg vannak győződve, mint annak szükségességéről, hogy a Szövetséget a régi konspirációs hagyományoktól és formáktól megszabadítsák. Ha be akarunk lépni, alkalmat adnak nekünk arra, hogy kritikai kommunizmusunkat a Szövetség egy kongresszusán kiáltványban kifejtsük, amelyet azután a Szövetség kiáltványaként közzétesznek; s ugyanígy lehetőségünk lesz közreműködni abban, hogy a Szövetség elavult szervezete helyébe új, korszerű és célirányos szervezet lépjen.”

– Friedrich Engels, 

Bár korábban elzárkóztak az Igazak Szövetségébe való belépéstől, azonban ez az ajánlat már túl ígéretesnek tűnt, hogy nemet mondjanak rá. Marx 1847. január 23-án belépett a szövetségbe, s Engelssel együtt hozzálátott annak teljes átformálásához. A szervezet 1847. június 2-tól 7-ig tartotta első konkresszusát Londonban, melyen Engels párizsi, Wilhelm Wolff pedig brüsszeli küldöttként vett részt, míg Marx anyagi okok miatt távol maradt a történelmi eseményről. Ezen határozatot fogadtak el a szövetség átszervezéséről, melynek új neve Kommunisták Szövetsége lett, a „Minden ember testvér” kispolgári jelmondatát a „Világ proletárjai, egyesüljetek!” internacionalista jelmondatra cserélték. Új, ideiglenes szervezeti szabályzatot fogadtak el, mely még csupán elég homályosan határozta meg a szövetség célját: „A Szövetség célja az emberek felszabadítása a vagyonközösség elméletének elterjesztése és minél hamarabbi gyakorlati bevezetése révén.”
A kongresszus a Szövetség programjának, az ún. „kommunista hitvallásnak” a kérdését rendkívül óvatosan kezelte, ezért a második kongresszusig csupán vitára bocsátotta a helyi csoportok részére Engels egy vázlatos, kérdés–felelet formájú tervezetét. Ezt Engels október végén és novemberben újraírta „A kommunizmus alapelvei” címmel, de még az átírt szöveg is csak ideiglenes, munkaanyag funkciót töltött be egy végleges változat elkészültéig. A Kommunisták Szövetségének brüsszeli csoportja augusztus 5-én alakult meg, s elnökének Marxot választotta. A csoport aktív szerepet töltött be a brüsszeli Német Munkásegyletben – ahol Marx a később nyomtatásban is megjelent Bérmunka és tőke című előadássorozatát tartotta – és a nemzetközi összetételű Demokrata Társaságban, amiben Marx alelnöki szerepet is vállalt. 1847. július végén Engels Brüsszelbe utazott barátjához, s október közepéig nyúló ott tartózkodása alatt fáradhatatlan szervezőtevékenységet fejtett ki a Német Munkásegyletben és a Demokrata Társaság megalapításában. 1847. szeptember második felétől valójában Engels vezette a Kommunisták szövetsége brüsszeli csoportját is, mivel Marx családi okokból Hollandiába utazott a rokonaihoz.

#### ADeutsche Brüsseler Zeitung
Engels és Marx egyre nagyobb szükségét érezték egy saját lapnak, melyben nézeteiket szabadon kifejthetik. Több sikertelen lapalpítási kísérlet után egyre nagyobb érdeklődést tanúsítottak az 1847 januárjától megjelenő Deutsche Brüsseler Zeitung iránt, amely közölte hozzájuk közel álló személyek cikkeit. Közreműködésük a néhányszáz példányban nyomtatott újságban az év tavaszán kezdődött. Marx először április 8-án publikálta az „igazi szocialista” Karl Grün ellen irányuló nyilatkozatát, míg Engels egy IV. Frigyes Vilmos porosz királyról készített karikatúrájával mutatkozott be az újságban, mely nagy sikert aratott, a német, a brit és a belga sajtó is felfigyelt rá. Engels és Marx megállapodást kötöttek a lap kiadójával, Adalbert von Bornstedttel, – aki a lap nehéz anyagi helyzete miatt igyekezett nevesebb személyeket megnyerni, – s így állandó munkatársai, szinte társszerkesztői lettek az újságnak. Rendszeres közreműködésükkel új életet vittek a kiadványba, következetesen demokratikus, kommunista lappá, a Kommunisták Szövetsége nem hivatalos orgánumává változtatták.
Engels 1847. október közepétől Párizsban tartózkodott. Találkozott, s fontos megbeszélést folytatott a kispolgári szocialista Louis Blanc-nal, aki Alexandre Ledru-Rollin és Ferdinand Flocon társaságában az úgynevezett szocialista-demokrata párt vezetője volt, amely küzdött az általános választójogért, a demokratikus és szociális köztársaság megteremtéséért. Hamarosan jó kapcsolatot létesített a párt „La Réforme” című lapjának főszerkesztőjével, Floconnal, s annak állandó munkatársává vált. Ezen időszak alatt figyelemmel kísérte a politikai válság fokozódását az országban, s számos írásában ismertette az eseményeket. Ekkori cikkeinek egyik leglényegesebb gondolata, hogy Franciaországban forradalom közeledik, amely nagy hatással lesz egész Európára.

#### AKommunisták Szövetségemásodik kongresszusa
A Szövetség második kongresszusa november 30-tól december 8-ig ülésezett Londonban, melyen már Engels és Wolff mellett Marx is részt vett. Ezen megvitatták és elfogadták a végleges szervezeti szabályzatot, amely a módosítások által immár teljesen magáévá tette Marx és Engels nézeteit, s konkrétan meghatározta a szervezet célját: „A Szövetség célja a burzsoázia megdöntése, a proletariátus uralma, a régi, osztályellentéteken alapuló polgári társadalom megszüntetése és egy új, osztályok nélküli és magántulajdon nélküli társadalom megalapítása.” A kongresszus megbízta Marxot és Engelst a szövetség programadó dokumentumának kiáltvány formában történő megírásával, amely A Kommunista Párt kiáltványa címmel született meg.
Engels december 17-én érkezett Brüsszelbe, ahol rövid ideig együtt dolgozott barátjával a Kommunista Kiáltványon. A Demokrata Társaság december 20-i gyűlésén megbízta az egyesülés franciaországi képviseletével, s így december végén Párizsba utazott. Ott újra találkozott Blanc-nal és Floconnal, most már a Kommunisták Szövetségének hivatalos képviselőjeként. Időközben a Kommunisták Szövetségének párizsi csoportjaiban Grün és Weitling hívei szakadást idéztek elő a kommunizmus elleni állásfoglalásukkal. A Központi Vezetőség Engels közbenjárására kizárta a grünista csoportot. Tevékenysége újra felkeltette a rendőrség figyelmét, s január végén elrendelték, hogy 24 órán belül el kell hagynia Párizst, 3 napon belül Franciaország területét. Kiutasítására az egyik ürügy az volt, hogy december 31-én a német forradalmi emigránsok szilveszteri bankettjén gyújtó hangú pohárköszöntőt mondott. Ennek következtében, Engels a hatósági nyomásnak engedve 1848. január 31-én Brüsszelbe távozott.

### Az 1848-as forradalmak

#### Brüsszel
1848. február 22–24-én Párizsban győzött a polgári demokratikus forradalom. Az események híre izgalommal töltötte el Brüsszel munkás és kispolgári tömegeit. A naponta összegyűlő Demokrata Társaság önkéntes adományokból fegyvereket vásárolt tagjai számára, Marx is felajánlotta apai örökségének egy részét e célra. Engels a Deutsche Brüsseler Zeitung részére írt, Forradalom Párizsban című cikkében részletes tudósítást adott a franciaországi forradalomról, s kifejezte reményét, hogy Németország is hamarosan követni fogja a francia példát. A Deutsche Brüsseler Zeitung nyomdája illegális röpcédulákkal és sajtótermékekkel segítette a kölni, badeni és más németországi kommunista csoportok propaganda tevékenységét. A Kommunisták Szövetsége londoni Központi Vezetősége átruházta felhatalmazását a brüsszeli körzeti vezetőségre. Marx vezetésével új Központi Vezetőség alakult, amelynek tagja volt Engels is. A belga királyi kormány azonban harci készültségbe helyezte a csapatokat, s elkezdte a külföldi munkások kiutasítását. Marxnak március 3-án kézbesítették a parancsot, hogy 24 órán belül el kell hagynia az országot. Ezt azonban ki sem várva, néhány óra múlva feleségével együtt letartóztatták, majd 18 órai fogság után Belgium azonnali elhagyására kényszerítették őket. Engels friss útlevél birtokában megmenekült a kiutasítástól. Marx elutazása után a Kommunisták Szövetségének körzeti vezetője Engels lett. Tiltakozó kampányt szervezett Marx kiutasítás ellen, egyebek mellett nyílt levelet közölt a Northern Star-ban a belga rendőrség aljas módszereinek leleplezésére. A kirobbantott politikai botrány hatására a kormány végül menesztette a Marx elleni durva fellépésben vétkes rendőrhivatalnokot. Engels hamarosan úgy döntött, hogy a forradalmi Párizsban van a helye, ahová április 20-án érkezett meg.

### 1848 után
1849-ben a délnémet felkelésben vett részt, melynek bukását a Forradalom és ellenforradalom Németországban című művében (1851-52) elemezte. Visszatérve Londonba anyagilag támogatta Marxot A tőke megírásában, majd a manchesteri fonalgyárat vezette. Ebben az időszakban írta meg az Anti-Dühring, A természet dialektikája, A család, a magántulajdon és az állam eredete című művét. Marx halála után feldolgozta és kiadta A Tőke II. és III. kötetét. Részt vett az I. és a II. Internacionálé megalapításában, és szervezte a nemzetközi munkásmozgalmat. 1895. augusztus 5-én hunyt el Londonban.

## Véleménye az 1848–49-es magyar forradalomról
Engels és Karl Marx az 1848–49-es magyar forradalom tisztelői és támogatói közé tartoztak. Maga Engels így kommentálta az akkori eseményeket: „Az 1848-as forradalmi mozgalomban először, 1793 óta először meri megtenni egy nép, amelyet körülzárt az ellenforradalmi túlerő, hogy a gyáva ellenforradalmi dühvel a forradalmi szenvedélyt, a terreur blanche-sal a terreur rouge-t állítsa szembe. Hosszú idő óta először találkozunk egy valóban forradalmi jellemmel, egy olyan férfiúval, aki népe nevében fel meri venni az élet-halál harc kesztyűjét, aki nemzete számára Danton és Carnot egy személyben, s ez a férfiú – Kossuth Lajos.” (Marx és Engels válogatott művei I.: A magyar harc)

## Fontosabb munkái
(Engels 1892-es összeállítása)
1. (Marxszal együtt) "A szent család. Bruno Bauer és társai ellen". Friedrich Engels és Karl Marx, Majna-Frankfurt 1845. [MEM, 2. köt.]
2. "A munkásosztály helyzete Angliában. Személyes megfigyelések és forrásmunkák alapján", Lipcse 1845. Angolul New York 1887. [MEM, 2. köt.]
3. (Marxszal együtt, névtelenül) "A Kommunista Párt kiáltványa", London 1848. Minden nyelvre lefordítva. [MEM, 4. köt.] Társszerkesztés, ill. főszerkesztés – Marx helyett – a "Neue Rheinische Zeitung [Organ der Demokratie]"-nál, Köln 1848. június 1 – 1849. május 19. [MEM, 5-6. köt.] Ua. a "Neue Rheinische Zeitung. [Politsch-ökonomische] Revue"-nél, Hamburg 1850. [MEM, 7. köt.]
4. (Névtelenül) "A Pó és a Rajna", Berlin, F. Duncker 1859. [MEM, 13. köt.]
5. (Névtelenül) "Szavoja, Nizza és a Rajna", Berlin, Behrend 1860. [MEM, 13. köt.]
6. "A porosz katonai kérdés és a német munkáspárt", Hamburg 1865. [MEM, 16. köt.]
7. "A német parasztháború". [A "Neue Rheinische Zeitung. Politsch-ökonomische Revue" nyomán], Lipcse, Genossenschaftsbuchdruckerei, I. kiad. [1850], II. kiad. [1870], III. kiad. 1875. [MEM, 7. köt.]
8. "A lakáskérdéshez". 3. füzet, a "Volksstaat" nyomán. I. kiad. Lipcse, Genossenschaftsbuchdruckerei 1872, II. kiad. Zürich, Volksbuchhandlung 1887. [MEM, 18. köt.]
9. "Az oroszországi társadalmi viszonyokról", a "Volksstaat" nyomán, Lipcse, Genossenschaftsbuchdruckerei 1875. [MEM, 18. köt.]
10. "Porosz pálinka a német Reischtagban". "-" 1876. [MEM, 19. köt.]
11. "A bakunyinisták munkában. Emlékirat a legutóbbi spanyolországi felkelésről". A "Volksstaat" nyomán, Lipcse, Genossenschaftsbuchdruckerei [1874] [MEM, 18. köt.]
12. "Eugen Dühring úr tudomány-forradalmasítása". A "Volksstaat", ill. "Vorwärts" nyomán. I. kiad. Lipcse, Genossenschaftsbuchdruckerei 1878. II. kiad. Zürich, Volksbuchhandlung 1886. [MEM, 20. köt.]
13. "A szocializmus fejlődése az utópiától a tudományig", I., II. és III. kiad., valamennyi 1883, Zürich, Volksbuchhandlung. (Franciául, oroszul, lengyelül, olaszul, spanyolul, románul, dánul, hollandul.) [MEM, 19. köt.]
14. "A család, a magántulajdon és az állam eredete. Lewis H. Morgan kutatásai nyomán" Zürich, Volksbuchhandlung 1884. II. kiad. Stuttgart, Dietz [1886]. III. kiad. előkészületben, (olasz, román, dán, francia kiad. előkészületben). [MEM, 21. köt.]
15. "Ludwig Feuerbach és a klasszikus német filozófia vége". A "Neue Zeit" nyomán, Stuttgart, Dietz 1888. [MEM, 21. köt.]
16. "A Brentano contra Marx állítólagos idézethamisítási ügyben" Hamburg 1891. [MEM, 22. köt.]

## Egyéb fontosabb munkái
- Jegyzetek a háborúról. [MEM, 17. köt.]
- A természet dialektikája. [MEM, 20. köt.]

## Magyarul

### 1945 előtt
- Marx–Engels: A kommunisták kiáltványa; sajtó alá rend., ford. Bokányi Dezső, Pfeifer Sándor; röv. kiad.; Minta-Antiquarium, Budapest, 1896
- Engels Frigyes: Szocializmus fejlődése utópiától a tudományig; ford. Bokányi Dezső; Népszava könyvkereskedés, Budapest, 1897
- Marx és Engels válogatott művei, 1-2.; szerk., bev., jegyz. Szabó Ervin, életrajzok Garami Ernő, ford. Bresztovszky Ernő et al.; Népszava, Budapest, 1905-1909
- Marx–Engels: A kommunista kiáltvány; ford., bev. Ipolyi Tamás; Lampel, Budapest, 1910 (Magyar könyvtár)
- Az utópikus és a tudományos szocializmus; ford. Bokányi Dezső; Népszava, Budapest, 1917
- A kommunista kiáltvány. Marx Károly és Engels Frigyes bevezetéseivel és Kautsky Károly előszavával; ford. Szabados Sándor; Népszava, Budapest, 1918 (Munkáskönyvtár)
- A kommunizmus alapelvei. Engels Frigyes hagyatékából sajtó alá rendezte Bernstein Ede; ford. Garami Ernő; Népszava, Budapest, 1918 (Munkáskönyvtár)
- Marx–Engels: Kommunista kiáltvány; Külföldi Munkások és Földmívesek Kommunista szervezete Országos Bizottsága, Moszkva, 1919
- A család, a magántulajdon és az állam keletkezése. Lewis H. Morgan kutatásai alapján írta Engels Frigyes; ford. Rab Pál; Népszava, Budapest, 1921
- Hogyan alakítaná át Dühring Jenő úr az összes tudományokat?; ford. Rab Pál; Népszava, Budapest, 1921
- Marx és Engels filozófiai és politikai fejlődése. Levélváltásuk 1. sorozata. 1844-1853; ford. Rainer Ottó, bev., jegyz. Bolgár Elek; Fischer, Wien, 1922 (Marx-könyvtár)
- Ludwig Feuerbach és a német klasszikus filozófia lezárulása; ford. Káldor György; Europa, Wien, 1922 (Európa ismeretterjesztő könyvtár)
- A történelmi materializmusról; ford., előszó Gergely Sándor; Krausz József és Tsa. Ny., Budapest, 1928 (100% könyvtár)
- Feuerbach és a klasszikus német filozófia lezárulása; Európa Könyvtár, Budapest, 1932 (Európa könyvtár)
- A szocializmus, fejlődése az utópiától a tudományig; ford. Zala József; Társadalom, Budapest, 1936
- A család, az állam és a magántulajdon keletkezése; Bratstvo-Jedinstvo, Noviszád, 1940 (A marxizmus-leninizmus könyvei)
- Marx–Engels: A reakciós Poroszországról; Idegennyelvű Irodalmi Kiadó, Moszkva, 1943

### 1945–1956
- A szocializmus fejlődése az utópiától a tudományig; Szikra, Budapest, 1945
- Marx–Engels: A magyar forradalom; Józsa Béla Athenaeum, Kolozsvár, 1945 (Marx-Engels könyvtár)
- A szocializmus fejlődése az utópiától a tudományig; Magyar Tudományegyetem Társadalompolitikai Intézete, Kolozsvár, 1945 (Marx-Engels könyvtár)
- A kommunizmus alapelvei; Józsa Béla Athenaeum, Kolozsvár, 1945 (Marx-Engels könyvtár)
- L. Feuerbach és a klasszikus német filozófia alkonya; Szikra, Budapest, 1945 (A marxizmus-leninizmus kis könyvtára)
- Marx–Engels: A kommunista kiáltvány; ford. Kunfi Zsigmond; Népszava, Budapest, 1945 (A szocialista tudás könyvtára)
- Marx–Engels: A kommunista kiáltvány; Kommunisták Romániai Pártja, Kolozsvár, 1945
- Marx–Engels a reakciós poroszságról; összeáll. E. P. Kandel, I. I. Preisz, szerk. M. B. Mityin; Új Élet, Nagyvárad, 1945
- Marx–Engels: A kommunista kiáltvány; ford. Ipolyi Tamás; Józsa Béla Athenaeum, Kolozsvár, 1945 (Marx-Engels könyvtár)
- Anti-Dühring. Dühring úr forradalmasítja a tudományt; ford. Kemény György; Népszava, Budapest, 1946 (Világosság könyvtár)
- Marx–Engels: A történelmi materializmusról. Szemelvények; ford. Rudas László; Szikra, Budapest, 1946 (A marxizmus-leninizmus kis könyvtára)
- Anti-Proudhon. A filozófia nyomorúsága. Engels jegyzeteivel; ford. Braun Soma, átdolg., kieg., utószó Erdélyi Kálmán; Népszava, Budapest, 1946 (Világosság könyvtár)
- Vázlat a közgazdaságtan bírálatához; ford. Mónus Ervin; Népszava, Budapest, 1946 (A szocialista tudás könyvtára)
- Marx–Engels: A Kommunista kiáltvány; ford. R. Rudas László; Szikra, Budapest, 1946 (A marxizmus-leninizmus kis könyvtára)
- Marx–Engels levelei a történelmi materializmusról; ford. Mónus Ervin; Népszava, Budapest, 1946 (A szocialista tudás könyvtára)
- A család, az állam és a magántulajdon keletkezése; ford. Justus Pál; Népszava, Budapest, 1946 (Szocialista könyvtár)
- Marx–Engels: Művészet, irodalom; vál., sajtó alá rend. M. A. Lifsic, ford. Gáspár Endre, előszó Lukács György; Szikra, Budapest, 1946
- A szocializmus fejlődése az utópiától a tudományig; 3. jav., bőv. kiad.; Szikra, Budapest, 1947 (A marxizmus-leninizmus kis könyvtára)
- Marx–Engels válogatott tanulmányai; Szocialista Könyvbarátok, Budapest, 1947
- Forradalom és ellenforradalom 1848-ban; ford., bev. Keszi Imre; Budapest Irodalmi Intézet, Budapest, 1947 (Új könyvtár)
- Hogyan "forradalmasítja" Eugen Dühring úr a tudományt. "Anti-Dühring"; Idegennyelvű Irodalmi Kiadó, Moszkva, 1947
- A természet dialektikája; ford. Gáspár Endre; Szikra, Budapest, 1948
- Tíz cikk a szakszervezetekről, 1881. A "The Labour Standard" c. londoni hetilapból; Szikra, Budapest, 1948 (A marxizmus-leninizmus kis könyvtára)
- A család, az állam és a magántulajdon keletkezése; ford., bev. Justus Pál; Népszava, Budapest, 1948
- Hogyan "forradalmasítja" Eugen Düring úr a tudományt; Szikra, Budapest, 1948
- A német parasztháború / A mark; ford. Farkas Sándor; Szikra, Budapest, 1949 (A marxizmus-leninizmus kis könyvtára)
- Feuerbach és a klasszikus német filozófia felbomlása; Szikra, Budapest, 1949 (A marxizmus-leninizmus kis könyvtára)
- Marx–Engels: A történelmi materializmusról. Szemelvények; új, bőv. kiad.; Szikra, Budapest, 1949 (A marxizmus-leninizmus kis könyvtára)
- Marx–Engels: A kommunista kiáltvány; Pravda, Bratislava, 1949 (Magyar könyvtár)
- A szocializmus fejlődése az utópiától a tudományig; Bratsztvo-Jedinsztvo, Noviszád, 1949 (A marxizmus-leninizmus könyvei)
- Feuerbach és a klasszikus német filozófia felbomlása; Bratsztvo-Jedinsztvo, Noviszád, 1949 (A marxizmus-leninizmus könyvei)
- Marx–Engels: A történelmi materializmusról. Szemelvények; Bratsztvo-Jedinsztvo, Noviszád, 1949 (A marxizmus-leninizmus könyvei)
- Marx–Engels: Kommunista kiáltvány; Bratsztvo-Jedinsztvo, Noviszád, 1949 (A marxizmus-leninizmus könyvei)
- Marx–Engels: Művészet, irodalom; Bratsztvo-Jedinsztvo, Noviszád, 1949 (A marxizmus-leninizmus könyvei)
- Marx–Engels: Válogatott művek, 1-2.; Szikra, Budapest, 1949
- Marx–Engels: Válogatott levelek. 1843-1895; ford. Gáspár Endre, sajtó alá rend. Devecseri Emil, Liszkai Zoltán; Szikra, Budapest, 1950
- A kommunizmus alapelvei; Testvériség-Egység, Noviszád, 1950 (A marxizmus-leninizmus könyvei)
- Tíz cikk a szakszervezetekről, 1881. A "The Labour Standard" c. londoni hetilapból; Testvériség-Egység, Noviszád, 1950 (A marxizmus-leninizmus könyvei)
- Marx–Engels: A "Tőke" első kötetéről. Ismertetések, cikkek, levelek; szerk. Nagy Tamás, ford., sajtó alá rend. Liszkai Zoltán, Devecseri Emil, Molnár Ferenc; Szikra, Budapest, 1950 (A marxizmus-leninizmus kis könyvtára)
- A természet dialektikája; Testvériség-Egység, Noviszád, 1950 (A marxizmus-leninizmus könyvei)
- Marx Károlyról. Gyűjtemény Engels műveiből; Szikra, Budapest, 1950 (A marxizmus-leninizmus kis könyvtára)
- Művészetről, irodalomról. Gyűjtemény Marx és Engels műveiből és leveleiből; Szikra, Budapest, 1951 (A marxizmus-leninizmus kis könyvtára)
- Marx–Engels: A történelmi materializmusról; Pravda, Bratislava, 1952 (A marxizmus-leninizmus könyvtára)
- A német ideológia. Szemelvények Marx és Engels 1845-1846-ban írt kéziratban maradt művéből; Szikra, Budapest, 1952
- Proletárnemzetköziség és hazafiság. Szemelvények Marx, Engels, Lenin, Sztalin műveiből; Szikra, Budapest, 1952
- Hogyan "forradalmasítja" Eugen Dühring úr a tudományt. "Anti-Dühring"; Testvériség-Egység Kiadó, Újvidék, 1952 (A marxizmus-leninizmus könyvei)
- A szocializmus fejlődése az utópiától a tudományig; Pravda, Bratislava, 1952 (A marxizmus-leninizmus könyvtára)
- A család, a magántulajdon és az állam eredete; Pravda, Bratislava, 1952 (A marxizmus-leninizmus könyvtára)
- A statisztika Marx, Engels, Lenin, Sztálin műveiben. Idézetgyűjtemény; Statisztikai Kiadó, Budapest, 1953 (A szocialista statisztika könyvtára)
- Marx, Engels, Lenin: A vallásról. Cikkek és levelek gyűjteménye; sajtó alá rend. Hock Rezső, Olajos Mihály; Testvériség-Egység, Újvidék, 1953 (A marxizmus-leninizmus könyvei)
- Frank időszak; ford. Gyóni Mátyás, Váczy Péter; ELTE Történettudományi Kar Középkori Egyetemes Tanszék, Budapest, 1954
- Az erfurti programmtervezet bírálata; Szikra, Budapest, 1954 (A marxizmus-leninizmus könyvtára)
- A munkásosztály helyzete Angliában; ford. Bólyai Ernő; Szikra, Budapest, 1954
- A nevelésről. Szemelvénygyűjtemény Marx, Engels, Lenin, Sztálin műveiből; Tankönyvkiadó, Budapest, 1955
- A munka szerepe a majom emberréválásában; Kárpátontúli Területi Könyvkiadó, Uzsgorod, 1955
- Marx–Engels: Levelek "A tőké"-ről; ford. Bródy András; Szikra, Budapest, 1956
- Marx–Engels: A szakszervezetekről; Szikra, Budapest, 1956

### 1957–1989
- Karl Marx és Friedrich Engels művei, 1-48.; sajtó alá rend. a Marxizmus-Leninizmus Klasszikusainak Szerkesztősége; Kossuth, Budapest, 1957–1988
- Engels válogatott katonai írásai, 1-2.; ford. Lissauer Zoltán, Zalai Edvin; Zrínyi, Budapest, 1960-1966
- Marx–Engels: A vallásról; sajtó alá rend. a Marxizmus-leninizmus Klasszikusainak Szerkesztősége; Kossuth, Budapest, 1961
- Marx–Engels: A Frank periódus; ELTE, Budapest, 1961
- Marx–Engels: A szakszervezetekről; Táncsics–Práca, Budapest–Bratislava, 1961
- Marx–Engels: Válogatott művek, 1-2.; sajtó alá rend. a Marxizmus-Leninizmus-Klasszikusainak szerkesztősége; Kossuth, Budapest, 1963
- Marx–Engels: Az 1. Internacionáléról; sajtó alá rend. a Kossuth Könyvkiadó marxizmus-leninizmus klasszikusainak szerkesztősége; Kossuth, Budapest, 1964 (A marxizmus-leninizmus klasszikusainak kiskönyvtára)
- A német parasztháború; Magyar Helikon, Budapest, 1965
- Marx, Engels, Lenin: A nemzeti kérdésről; sajtó alá rend. a marxizmus-leninizmus klasszikusainak szerkesztősége, bev. Arató Endre; Kossuth, Budapest, 1965
- Karl Marx és Friedrich Engels művei, 1-3.; sajtó alá rend. a Marxizmus-leninizmus Klasszikusainak Szerkesztősége; Kossuth, Budapest, 1966-1976
- Művészetről, irodalomról. Gyűjtemény Marx és Engels írásaiból; sajtó alá rend. a marxizmus-leninizmus klasszikusainak szerkesztősége; Kossuth, Budapest, 1966
- Marx, Engels, Lenin: A nőkérdésről és a családról; Kossuth, Budapest, 1967
- Marx, Engels, Lenin: A történelmi materializmusról; sajtó alá rend. a Marxizmus-Leninizmus Klasszikusainak Szerkesztősége; Kossuth, Budapest, 1967
- Marx–Engels: Technika és társadalom; sajtó alá rend. a Marxizmus-leninizmus klasszikusainak szerkesztősége; Kossuth, Budapest, 1969 (A marxizmus-leninizmus klasszikusainak kiskönyvtára)
- A proletár internacionalizmusról. Részletek Marx, Engels, Lenin írásaiból és beszédeiből; Táncsics, Budapest, 1969
- Marx, Engels, Lenin: Az anarchizmusról; szerk. Székely Andorné; Kossuth, Budapest, 1970
- Az ifjú Engels levelei; bev. Hannes Skambraks, ford. Kislégi Nagy Dénes, szerk. Szalontai Sándorné, Csaplár György; Kossuth, Budapest, 1970
- A család, a magántulajdon és az állam eredete; Lewis H. Morgan kutatása nyomán, sajtó alá rend. a marxizmus-leninizmus klasszikusainak szerkesztősége; Magyar Helikon–Európa, Budapest, 1970
- Az erőszak szerepe a történelemben; sajtó alá rend. a marxizmus-leninizmus klasszikusainak szerkesztősége; Kossuth, Budapest, 1970 (A marxizmus-leninizmus klasszikusainak kiskönyvtára)
- Marx, Engels, Lenin: A Párizsi Kommünről; sajtó alá rend. a marxizmus-leninizmus klasszikusainak szerkesztősége; Kossuth, Budapest, 1971
- Marx, Engels, Lenin: A proletár nemzetköziségről; sajtó alá rend. a marxizmus-leninizmus klasszikusainak szerkesztősége; Kossuth, Budapest, 1972
- Életrajzi vázlatok; bev. Richard Sperl, magyar kiad. szerk. Szalontai Sándorné; Kossuth, Budapest, 1972
- Ludwig Feuerbach és a klasszikus német filozófia vége; sajtó alá rend. a marxizmus-leninizmus klasszikusainak szerkesztősége; Kossuth, Budapest, 1973 (A marxizmus-leninizmus klasszikusainak kiskönyvtára)
- Marxról. Marx, Engels és Lenin írásaiból; Kossuth, Budapest, 1973
- Marxista etika. Szemelvénygyűjtemény Marx, Engels és Lenin műveiből; szerk. Farkas Endre; Tankönyvkiadó, Budapest, 1973
- Marx–Engels: A kommunista kiáltvány; Kárpáti Kiadó, Uzsgorod, 1973
- Marx–Engels: A Kommunista Párt kiáltványa. A Kommunista Párt kiáltványa valamennyi előszavával; sajtó alá rend. a marxizmus-leninizmus klasszikusainak szerkesztősége; 6. bőv. kiad.; Kossuth, Budapest, 1973 (A marxizmus-leninizmus klasszikusainak kiskönyvtára)
- Marx–Engels: Feuerbach. A materialista és az idealista szemlélet ellentéte. "A német ideológia" 1. fejezete; sajtó alá rend. a marxizmus-leninizmus klasszikusainak szerkesztősége; Kossuth, Budapest, 1973 (A marxizmus-leninizmus klasszikusainak kiskönyvtára)
- Marx és Engels Magyarországról. Cikkek, levelek, szemelvények; összeáll. Remsei Flóra, szerk. Kálmán Endre, Lissauer Zoltán; Kossuth, Budapest, 1974
- Marx–Engels: A német ideológia; ford. Kislégi Nagy Dénes; Magyar Helikon–Európa, Budapest, 1974
- Marx, Engels, Lenin: Az ifjúságról; sajtó alá rend. a marxizmus-leninizmus klasszikusainak szerkesztősége; Kossuth, Budapest, 1974
- Marx, Engels, Lenin: A sajtóról; sajtó alá rend. a marxizmus-leninizmus klasszikusainak szerkesztősége; Kossuth, Budapest, 1974
- Eugen Dühring úr tudomány-forradalmasítása / A természet dialektikája; sajtó alá rend. a marxizmus-leninizmus klasszikusainak szerkesztősége; Kossuth, Budapest, 1974
- Magyarország. 1848-49; sajtó alá rend. a marxizmus-leninizmus klasszikusainak szerkesztősége; Kossuth, Budapest, 1974
- Marx, Engels, Lenin: A vallásról; sajtó alá rend. a marxizmus-leninizmus klasszikusainak szerkesztősége; Kossuth, Budapest, 1975
- Marx, Engels válogatott művei, 1-3.; vál. Vörös Gyula, szerk. Recski Ágnes, sajtó alá rend. a marxizmus-leninizmus klasszikusainak szerkesztősége; Kossuth, Budapest, 1975
- A gothai program kritikája. Marx, Engels, Bebel, Bracke, Kautsky és Liebknecht leveleivel, Lenin Állam és forradalom c. művének részleteivel és programdokumentumokkal; szerk. Kálmán Endre, sajtó alá rend. a marxizmus-leninizmus klasszikusainak szerkesztősége; Kossuth, Budapest, 1975
- A szocializmus fejlődése az utópiától a tudományig; sajtó alá rend. a marxizmus-leninizmus klasszikusainak szerkesztősége; Kossuth, Budapest, 1975 (A marxizmus-leninizmus klasszikusainak kiskönyvtára)
- Útirajzok; ford., szerk. Sz. Érdi Éva; Kossuth, Budapest, 1976
- Marx–Engels: Levelek a történelmi materializmusról; Kossuth, Budapest, 1976 (A marxizmus-leninizmus klasszikusainak kiskönyvtára)
- Szemelvények Marx, Engels, Lenin műveiből. Olvasókönyv az általános és középiskolák tanulói számára; vál., összeáll. Szabolcs Ottó, Szebenyi Péter; Tankönyvkiadó, Budapest, 1977
- Eugen Dühring úr tudományforradalmasítása. Anti-Dühring; sajtó alá rend. a Marxizmus-Leninizmus Klasszikusainak Szerkesztősége; Kossuth, Budapest, 1978
- Marx–Engels: A Kommunista Párt kiáltványa; fel. szerk. Bada István; Jugoszláv Gyűjtők Egyesülete, Novi Sad, 1979
- Marx, Engels, Lenin a nevelésről. Szemelvénygyűjtemény; vál., összeáll. Gyóni Lajosné; BTF, Budapest, 1979 (A Budapesti Tanítóképző Főiskola kiadványai)
- Marx–Engels: A Kommunista Párt kiáltványa; Kossuth–Kárpáti, Budapest–Uzsgorod, 1980 (A marxizmus-leninizmus klasszikusainak kiskönyvtára)
- A munkásosztály helyzete Angliában. Forrásértékű egykorú illusztrációkkal; képvál., jegyz. Kovács M. Mária; Magyar Helikon, Budapest, 1980
- Marx, Engels, Lenin: A tudományos kommunizmusról; sajtó alá rend. a Marxizmus-Leninizmus Klasszikusainak Szerkesztősége; Kossuth, Budapest, 1981
- Marx, Engels, Lenin: A kultúráról; Kossuth, Budapest, 1982
- Marx–Engels: A magyar szabadságharcról; Kossuth, Budapest, 1982 (Források)
- Marx–Engels: A szakszervezetekről; ford. Hitseker Mária; Népszava, Budapest, 1984
- Marx–Engels: Technika és társadalom; előszó, Papp Sándor; 2. bőv. kiad.; Kossuth, Budapest, 1984 (Források)
- Engels, Lenin: Dialektikus materializmus szöveggyűjtemény; Mezőgazdasági Főiskola, Marxizmus-Leninizmus Tanszék, Kaposvár, 1984
- Marx–Engels: A filozófia történetéről; vál., tan. Hermann István; Kossuth, Budapest, 1985
- Marx–Engels: Aforizmák; szerk. Munkácsi Mária; Kossuth, Budapest, 1985
- Marx–Engels: A Kommunista Párt kiáltványa; utószó Domonkos Anna; 58. kiad.; Kossuth, Budapest, 1986 (Források)
- Marx, Engels, Lenin: A népesedési kérdésről; vál., bev. Szabó A. Ferenc; Kossuth, Budapest, 1987
- Marx–Engels: Az összetartozás öröme; összeáll., bev. Heinrich, Hilde Gemkow, ill. Thomas Schleusing; Kossuth, Budapest, 1987
- Válogatás Marx és Engels műveiből, 1-2.; szerk. Glavina Zsuzsa, Török László; Kossuth, Budapest, 1988
- Friedrich Engels és August Bebel levelezéséből; előszó, jegyz. Szabó Vilmos, vál., ford. Kálmán Endre; Kossuth, Budapest, 1989 (Levelestár)

### 1990–
- Marx–Engels: Kommunista kiáltvány; előszó A. J. P. Taylor, ford. Nagy György; Scolar, Budapest, 1998
- Horváth Árpád–Kingston Tiszai Klára: "A számkivetés nagyjai...". Marx, Engels Kossuthról és a magyarokról. 1848-1885; Heraldika, Budapest, 2002

### Karl Marx és Friedrich Engels művei, 51 db (1957–1988)
Karl Marx és Friedrich Engels művei, 51 db (1-48.); sajtó alá rend. a Marxizmus-Leninizmus Klasszikusainak Szerkesztősége; Kossuth, Budapest, 1957–1988

#### Karl Marx, Marx Károly
- - 1. 1839-1844; 1957
  - 2. 1844-1846; 1958
  - 3. 1845-1846; 1960
  - 4. 1846-1848; 1959
  - 5. 1848; 1961
  - 6. 1848-1849; 1962
  - 7. 1849-1851; 1962
  - 8. 1851-1853; 1962
  - 9. 1853; 1964
  - 10. 1854-1855; 1965
  - 11. 1855-1856; 1966
  - 12. 1856-1859; 1967
  - 13. 1859-1860; 1965
  - 14. 1857-1860; 1966
  - 15. 1860-1864; 1968
  - 16. 1864-1870; 1964
  - 17. 1870-1872; 1968
  - 18. 1872-1875; 1969
  - 19. 1875-1883; 1969
  - 23. A tőke. I. könyv; 1967
  - 24. A tőke. II. könyv; 1968
  - 25. A tőke. III. könyv; 1974
  - 26/1. Értéktöbblet-elméletek. A "Tőke" IV. könyve. Első rész; 1976
  - 26/2. Értéktöbblet-elméletek. A "Tőke" IV. könyve. Második rész; 1976
  - 26/3. Értéktöbblet-elméletek. A "Tőke" IV. könyve. Harmadik rész; 1976
  - 40. 1835-1843 (Marx ifjúkori írásai); 1980
  - 42. Karl Marx. 1844 január-augusztus / Friedrich Engels. 1844 január-augusztus / Karl Marx és Friedrich Engels. 1845-1848 február (Marx és Engels fiatalkori írásai); 1981
  - 43. Karl Marx és Friedrich Engels. Cikkek. 1848 június-1849 május / Marx és Engels kéziratos hagyatékából; 1982
  - 44. Karl Marx és Friedrich Engels. Levelek, cikkek, beszédek. 1849 szeptember-1873 május; 1984
  - 45. Karl Marx és Friedrich Engels. Jegyzetek, konspektusok, cikkek; 1982
  - 46/1. A politikai gazdaságtan bírálatának alapvonalai. Első rész; ford. Lissauer Zoltán; 1972
  - 46/2. A politikai gazdaságtan bírálatának alapvonalai. Második rész; ford. Lissauer Zoltán; 1972
  - 47. A politikai gazdaságtan bírálatához (1861-1863. évi kézirat). Harmadik fejezet. A tőke általában; 1985
  - 48. A politikai gazdaságtan bírálatához (1861-1863. évi kézirat); 1988

#### Friedrich Engels, Engels Frigyes
- - 20. Eugen Dühring úr tudomány-forradalmasítása / A természet dialektikája; 1963
  - 21. 1883-1889; 1970
  - 22. 1890-1895; 1970
  - 27. Levelek. 1842-1851; 1971
  - 28. Levelek. 1852-1855; 1971
  - 29. Levelek. 1856-1859; 1972
  - 30. Levelek. 1860-1864; 1973
  - 31. Levelek. 1864-1867; 1973
  - 32. Levelek. 1868-1870; 1974
  - 33. Levelek. 1870-1874; 1975
  - 34. Levelek. 1875-1880; 1975
  - 35. Levelek. 1881-1883; 1976
  - 36. Levelek. 1883-1887; 1978
  - 37. Levelek. 1888-1890; 1977
  - 38. Levelek. 1891-1892; 1977
  - 39. Levelek. 1893-1895; 1979
  - 41. Friedrich Engels cikkei és versei. 1838-1844 / Levelek. 1838 augusztus-1842 augusztus (Engels fiatalkori írásai); 1979
  - 42. Karl Marx. 1844 január-augusztus / Friedrich Engels. 1844 január-augusztus / Karl Marx és Friedrich Engels. 1845-1848 február (Marx és Engels fiatalkori írásai); 1981
  - 43. Karl Marx és Friedrich Engels. Cikkek. 1848 június-1849 május / Marx és Engels kéziratos hagyatékából; 1982
  - 44. Karl Marx és Friedrich Engels. Levelek, cikkek, beszédek. 1849 szeptember-1873 május; 1984
  - 45. Karl Marx és Friedrich Engels. Jegyzetek, konspektusok, cikkek; 1982